# Calw
Calw [kalf] ist eine Mittelstadt in Baden-Württemberg, etwa 18 Kilometer südlich von Pforzheim und 33 Kilometer westlich von Stuttgart gelegen. Die Kreisstadt, zugleich die größte Stadt im Landkreis Calw, bildet ein Mittelzentrum für die umliegenden Gemeinden. Seit 1. Januar 1976 ist Calw Große Kreisstadt. Sie gehört zur Region Nordschwarzwald und zur Randzone der europäischen Metropolregion Stuttgart.

## Geographie

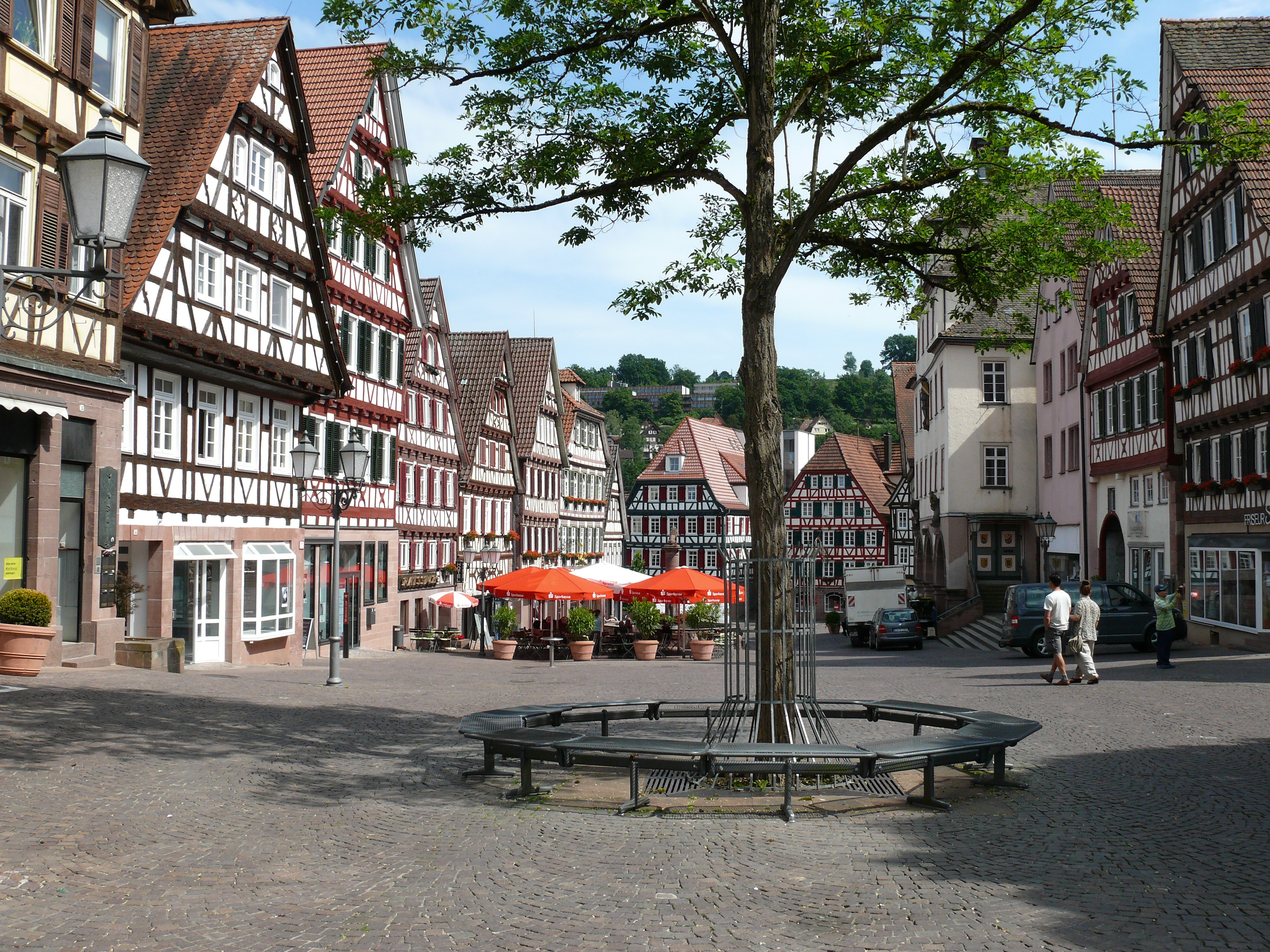
Marktplatz mit Fachwerkhäusern

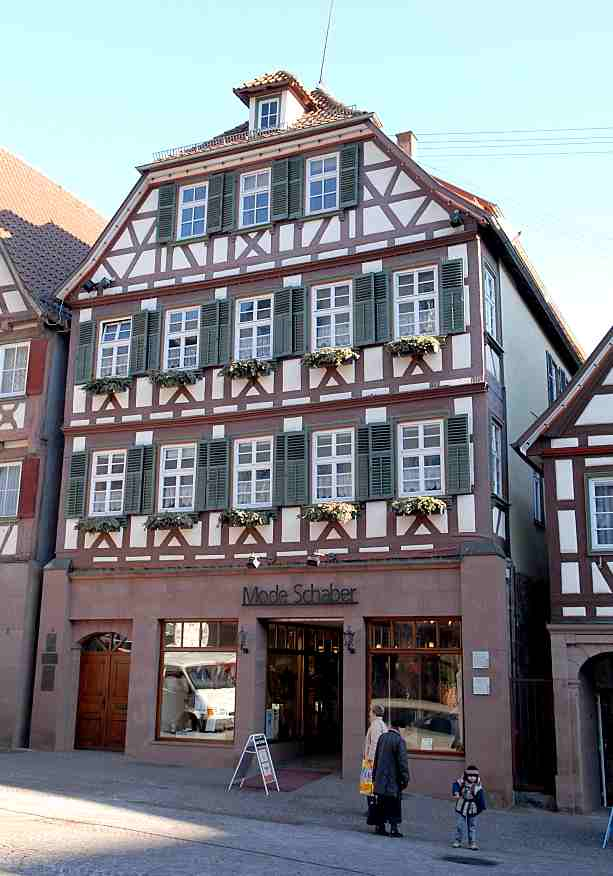
Geburtshaus von Hermann Hesse am Marktplatz

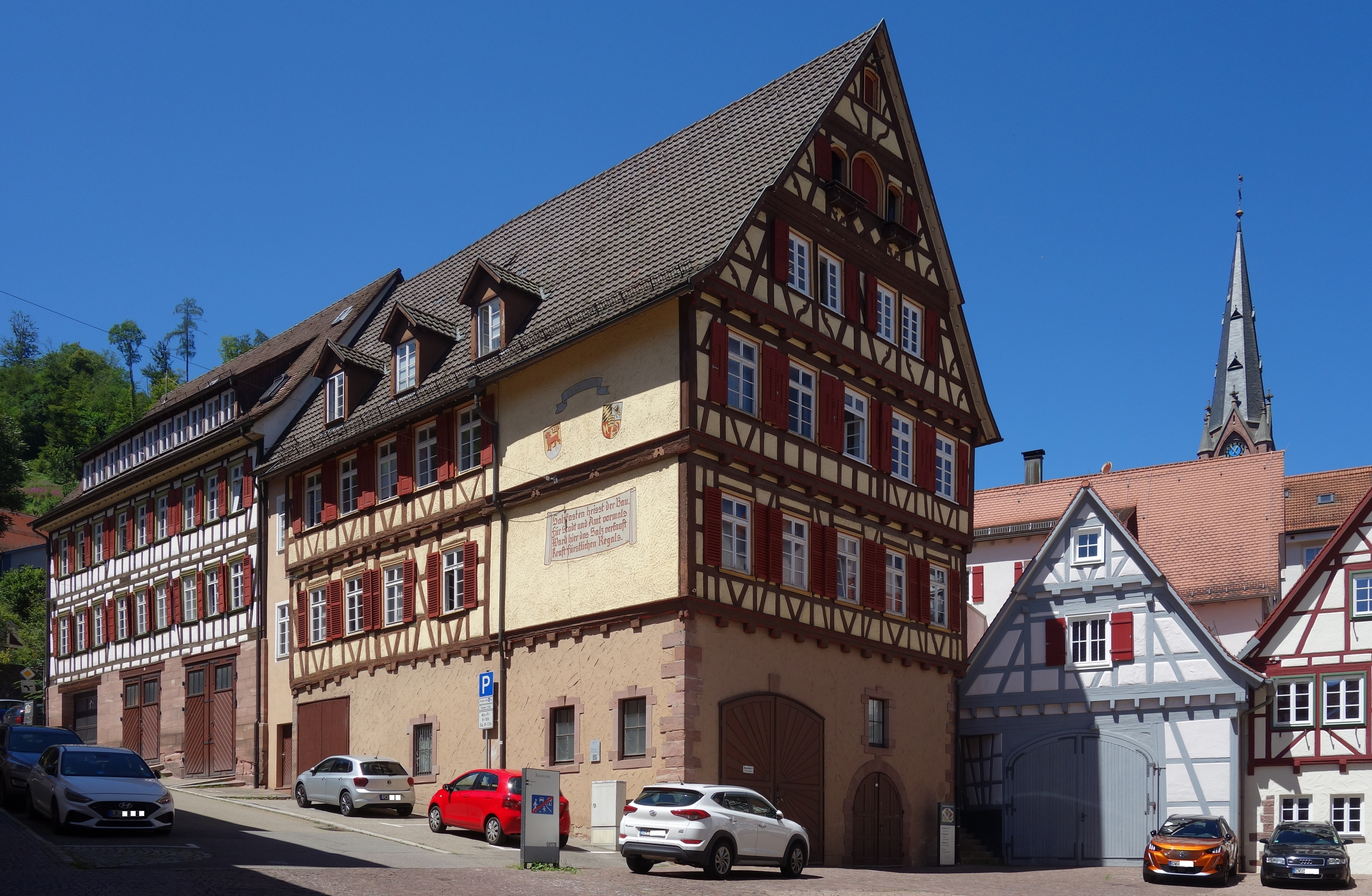
Salzkasten von 1696 (ehemaliges Salzlager, heute Teil der Stadtverwaltung)

### Lage
Calw liegt im Tal der Nagold im Nordschwarzwald in einer Höhe zwischen 330 und 630 Meter ü. NHN. Die Altstadt befindet sich westlich des Flusses, die neueren Stadtteile entwickeln sich an den Hängen. Weitere Gewässer im Stadtgebiet: Tälesbach, Ziegelbach, Wurstbrunnenbach, Schießbach, Schlittenbach und Schweinbach. Im nördlichen Stadtgebiet am westlichen Hang des Nagoldtals liegt die Bruderhöhle.

### Nachbargemeinden
Die folgenden Städte und Gemeinden grenzen an die Stadt Calw (im Uhrzeigersinn, beginnend im Norden):
Bad Liebenzell, Althengstett, Gechingen, Wildberg, Neubulach, Bad Teinach-Zavelstein und Oberreichenbach (alle Landkreis Calw).

### Stadtgliederung
Das Stadtgebiet Calws gliedert sich in die 13 Stadtteile Altburg, Oberriedt, Speßhardt, Spindlershof, Weltenschwann, Calw, Alzenberg, Heumaden, Wimberg, Hirsau, Ernstmühl, Holzbronn und Stammheim. Die offizielle Benennung der Stadtteile erfolgt in der Form „Calw, …“, die räumlichen Grenzen der Stadtteile sind die der früheren Gemeinden oder der Ortsteile der früheren Gemeinden. Das Stadtgebiet gliedert sich in die fünf Wohnbezirke im Sinne der baden-württembergischen Gemeindeordnung Wohnbezirk I (mit den Stadtteilen Altburg, Oberriedt, Speßhardt, Spindlershof und Weltenschwann), Wohnbezirk II (mit den Stadtteilen Calw, Alzenberg, Heumaden und Wimberg), Wohnbezirk III (mit den Stadtteilen Hirsau und Ernstmühl), Wohnbezirk IV (der Stadtteil Holzbronn) und Wohnbezirk V (der Stadtteil Stammheim). In den Grenzen der Wohnbezirke mit Ausnahme des Wohnbezirks II sind Ortschaften im Sinne der baden-württembergischen Gemeindeordnung mit jeweils eigenem Ortschaftsrat und Ortsvorsteher als dessen Vorsitzendem eingerichtet.
In den Grenzen des Wohnbezirks I liegen das Dorf Altburg und die Weiler Oberriedt, Speßhardt, Spindlershof und Weltenschwann. In den Grenzen des Wohnbezirk II liegen die Stadt Calw, das Dorf Alzenberg, die Orte Heumaden, Schützenhaus und Wimberg und die Häuser Tanneneck. In den Grenzen des Wohnbezirks III liegen der Luftkurort Hirsau mit dem gleichnamigen ehemaligen Kloster Hirsau und die Ortschaft Ernstmühl, die Orte Bleiche (Kurhaus) und Lützenhardt und die Häuser Kleinmuldbach sowie die Wüstung Gumprechtsweiler. In den Grenzen des Wohnbezirks IV liegen das Dorf Holzbronn und die Häuser und Bahnstation Talmühle. In den Grenzen des Wohnbezirks V liegen das Dorf Stammheim, die Orte Station Teinach, Baumwollspinnerei Calw, die Höfe Hof Dicke und Hof Waldeck und die Häuser Obere Mühle, Öländerle, Ölmühle, Rehgrundklinge und Untere Mühle sowie die Wüstung Thuma.

### Raumplanung
Calw bildet ein Mittelzentrum innerhalb der Region Nordschwarzwald, deren Oberzentrum die Stadt Pforzheim ist. Zum Mittelbereich Calw gehören neben der Stadt Calw noch die Städte und Gemeinden Althengstett, Bad Liebenzell, Bad Teinach-Zavelstein, Gechingen, Neubulach, Neuweiler, Oberreichenbach, Ostelsheim, Simmozheim und Unterreichenbach des Landkreises Calw. Mit der Gemeinde Oberreichenbach hat die Stadt Calw eine vereinbarte Verwaltungsgemeinschaft.

### Schutzgebiete
Calw hat Anteil an zwei Naturschutzgebieten: den Gültlinger und Holzbronner Heiden um den Stadtteil Holzbronn und dem Würm-Heckengäu um den Stadtteil Stammheim. Beide sind von gleichnamigen Landschaftsschutzgebieten umgeben. An der Nagold, die das Stadtgebiet von Süden nach Norden durchfließt, befindet sich das Landschaftsschutzgebiet Nagoldtal. Westlich von Hirsau befindet sich das Landschaftsschutzgebiet Schweinbachtal.
Zudem hat Calw Anteil an zwei Fauna-Flora-Habitat-Gebieten, dem Kleinenztal und Schwarzwaldrandplatten und dem Calwer Heckengäu. Das gesamte Stadtgebiet liegt zudem im Naturpark Schwarzwald Mitte/Nord.

## Geschichte

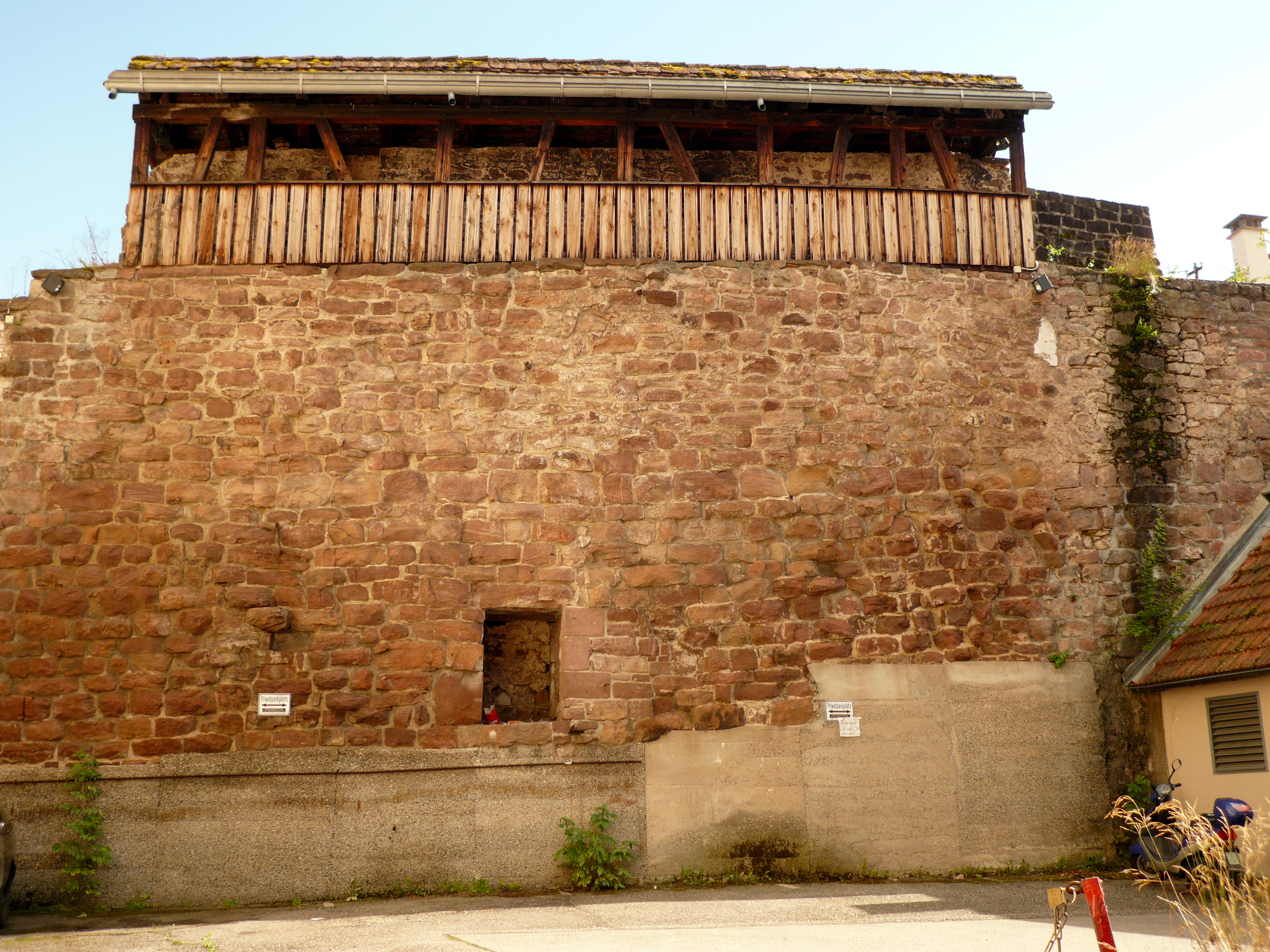
Reste der Calwer Stadtmauer

### Etymologie und Aussprache
Der Name kommt von mittelhochdeutsch kalwe, althochdeutsch chalawa „kahle Stelle“. Calw wurde früher [kalp] ausgesprochen und verschiedentlich auch Kalb geschrieben. Heute spricht man [kalf], jedoch [v] in die Calwerin/der Calwer. Im Schwäbischen hält sich die Aussprache [kalb].

### Mittelalter
Im 11. Jahrhundert entstand Calw, das 1037 als Calewa (Echtheit umstritten), spätestens aber 1075 als Chalawa erstmals urkundlich erwähnt wurde, als Siedlung um eine Burg der Hirsauer Klostervögte, in deren Nachfolge die Grafen von Calw stehen. Nach dem Aussterben der Grafen kam die Herrschaft der Stadt über zwei Erbtöchter an die Grafen von Berg-Schelklingen und die Pfalzgrafen von Tübingen. Erstere verkauften ihre Hälfte bereits 1308, die Tübinger 1345 an Württemberg. Im Mittelalter war Calw eine bedeutende Handelsstadt, insbesondere mit Tuch- und Lederhandel.

### Württembergische Zeit

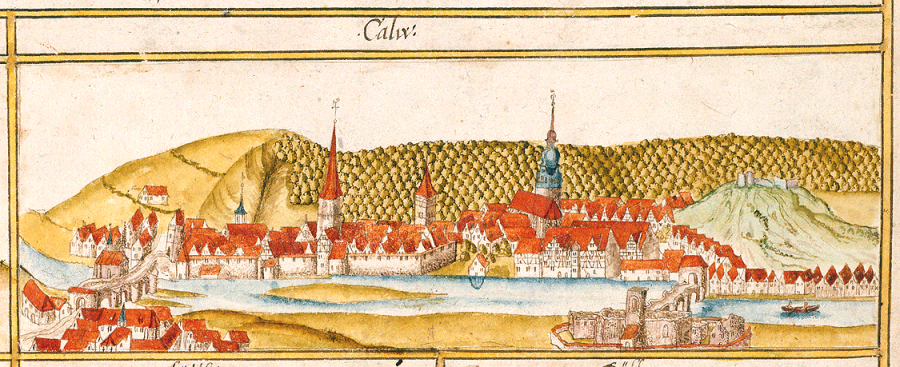
Calw 1681 im Kieserschen Forstlagerbuch

1345 kam die Stadt zur Grafschaft Württemberg und wurde bald Sitz eines Amtes. Bereits vor 1459 wurde eine Lateinschule eingerichtet. Ab 1500 lag Calw als Teil des Herzogtums Württemberg im Schwäbischen Reichskreis. Im 16. Jahrhundert war die Stadt Sommerresidenz der württembergischen Herzöge. Johann Valentin Andreae wurde 1620 Superintendent in Calw, wo er die Reform des Schul- und Sozialwesens sowie die Armenpflege erfolgreich anging. Calw war damals mit etwa 3.500 Einwohnern halb so groß wie Stuttgart und durch seine florierende Wollproduktion eine der wirtschaftlich bedeutendsten Städte des alten Württemberg. Gleichzeitig herrschte unter der ärmeren Bevölkerung verbreitet soziale Not. Andreae überzeugte die reichen Calwer Handelsherrn von der Notwendigkeit der Gründung „einer christlichen, gottliebenden Gesellschaft“ zur Unterstützung der Armen, Kranken und der Jugend. So entstand aus einem Kreis von 13 Männern und 7.100 Gulden Grundvermögen die sogenannte Calwer Färberstiftung, eine soziale Einrichtung, die bis 1923 Bestand hatte.
Im Dreißigjährigen Krieg wurde Calw nach der Niederlage der mit Württemberg verbündeten Schweden in der Schlacht bei Nördlingen 1634 von kaiserlichen Truppen besetzt und zerstört. Eine erneute Besetzung erfolgte 1692 während des Pfälzischen Erbfolgekriegs durch die Franzosen.
Nach Ende des Dreißigjährigen Krieges stieg die Calwer Zeughandlungskompagnie, ein im Verlagssystem organisiertes Unternehmen für Wollprodukte, zum bedeutendsten Exporteur Altwürttembergs auf. Im 18. Jahrhundert kam es durch den Holzhandel (Flößerei) wieder zu einer wirtschaftlichen Blütezeit. 1807, ein Jahr nach der Gründung des Königreichs Württemberg, wurde das alte württembergische Oberamt Calw mit dem Klosteramt Hirsau vereinigt, später mehrfach verändert und
Im 19. Jahrhundert wurden in Calw durch Joseph Gottlieb Kölreuter, Joseph Gärtner und dessen Sohn Karl Friedrich wichtige Forschungen auf dem Gebiet der Botanik betrieben.  Mit der Errichtung der Schwarzwaldbahn erhielt Calw 1872 Anschluss an das Streckennetz der Württembergischen Staatseisenbahnen.

### NS-Zeit

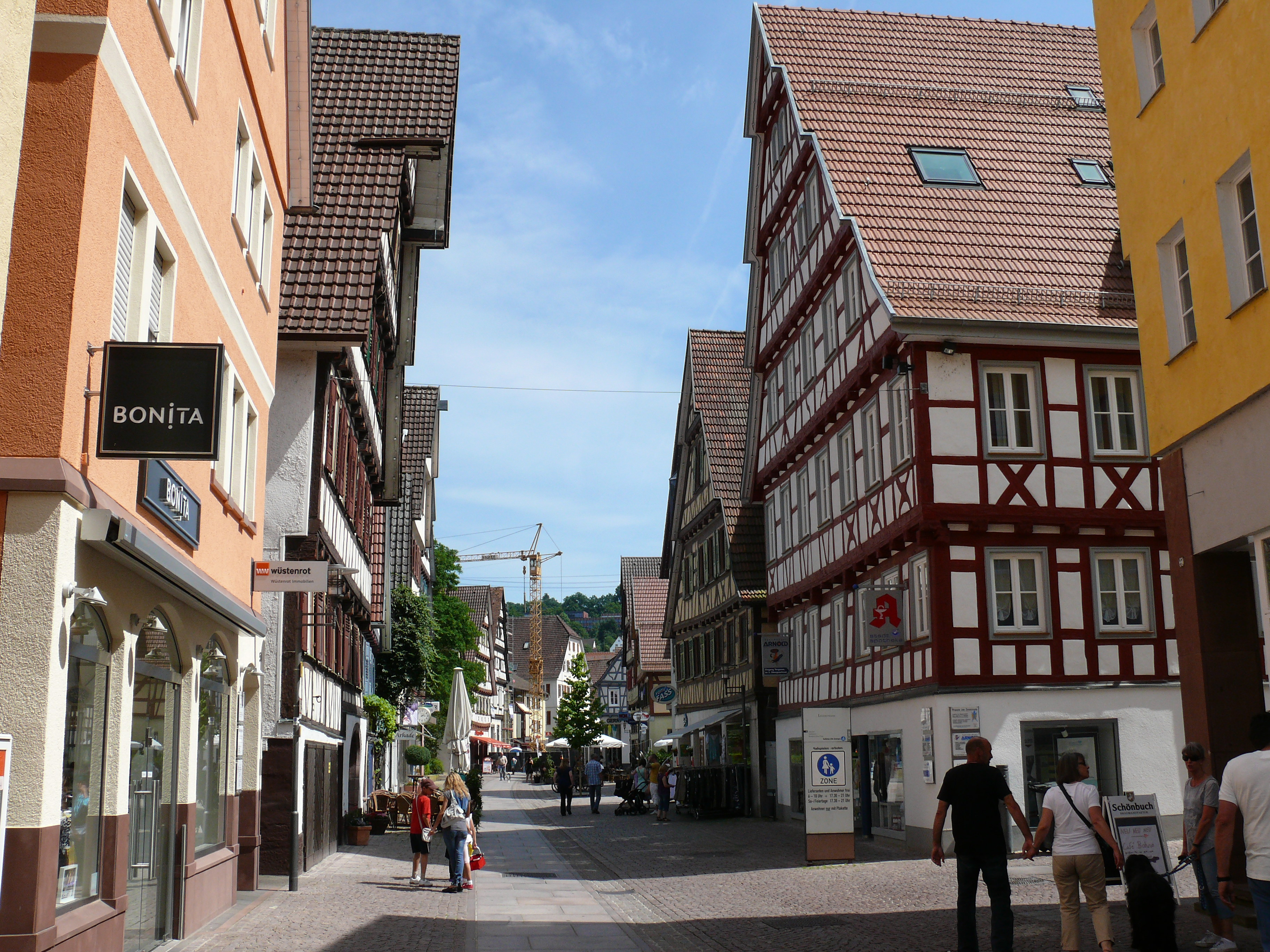
Lederstraße (Fußgängerzone)

1938 wurde das Oberamt Calw mit den meisten Gemeinden der Oberämter Nagold und Neuenbürg in den Landkreis Calw umgewandelt.
Im August 1941 wurde die 17-jährige Calwerin Erna Brehm aufgrund ihrer Liebesbeziehung mit einem polnischen Zwangsarbeiter, welche als solche nach der Verordnung zur Ergänzung der Strafvorschriften zum Schutz der Wehrkraft des Deutschen Volkes als „wehrfeindliche Verbindung“ unter Strafe gestellt worden war, auf dem Marktplatz öffentlich kahlgeschoren. Nach Absitzen einer achtmonatigen Haftstrafe in Calw und Stuttgart wurde sie wegen des Vorwurfs der Rassenschande ins KZ Ravensbrück deportiert, aus dem sie im April 1944 als lagerunfähig entlassen wurde. Im August 1951 starb sie an den Folgen der Haftbedingungen.
Im Januar 1945 wurde in Calw ein Nebenlager des Konzentrationslagers Natzweiler-Struthof eingerichtet, in dem rund 200 jüdische Frauen, von denen die meisten aus Polen oder Ungarn stammten, Zwangsarbeit verrichten mussten. Am 15. April wurde Calw nach kurzem Kampf von Kräften der französischen 1ere armée befreit.

### Nachkriegszeit

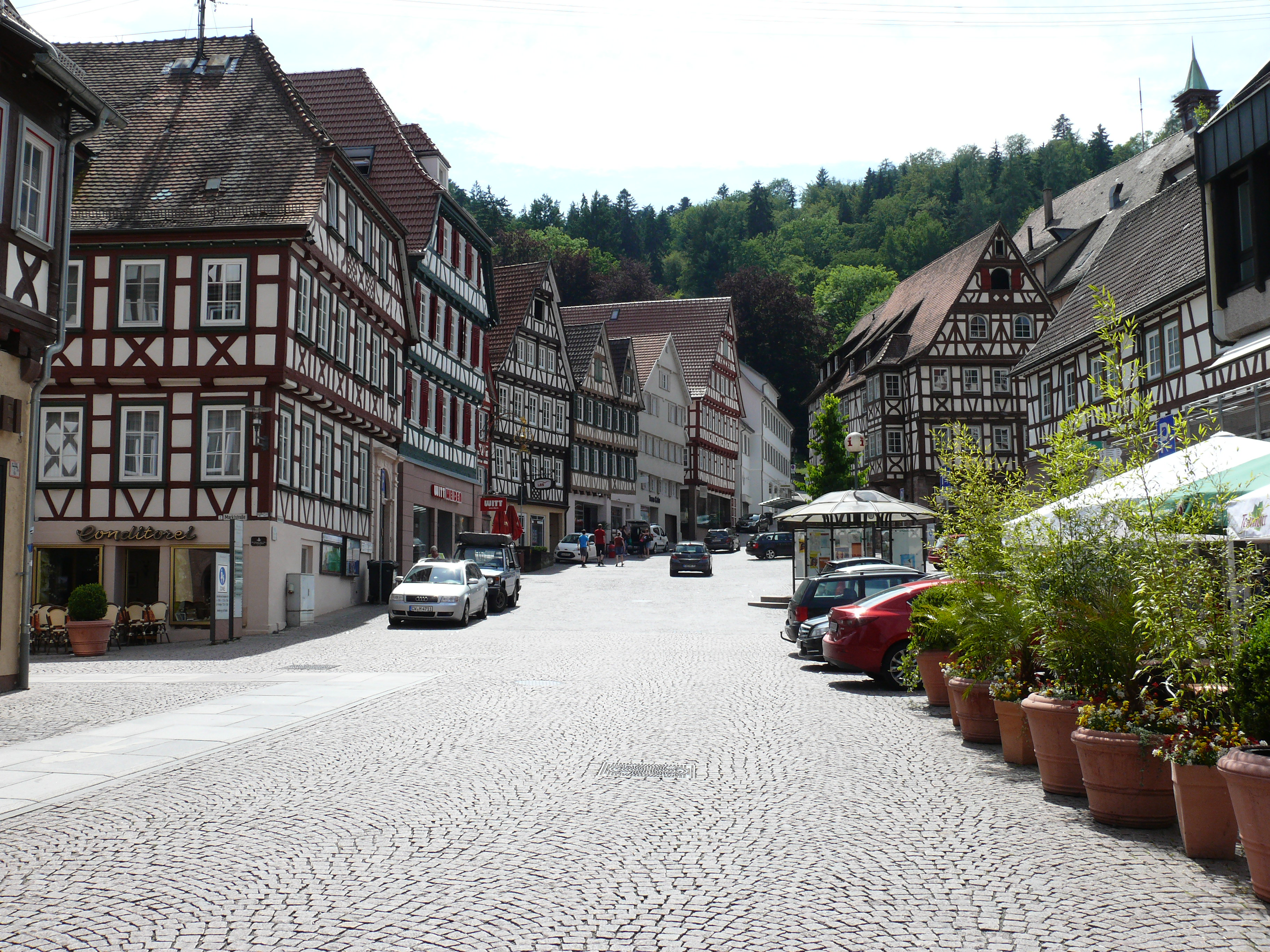
Blick in die Salzgasse

Nach dem Zweiten Weltkrieg fiel Calw in die Französische Besatzungszone und kam 1947 zum neu gegründeten Land Württemberg-Hohenzollern. 1952 ging das provisorische Nachkriegsland im Regierungsbezirk Südwürttemberg-Hohenzollern auf und gehört seither zum neuen Bundesland Baden-Württemberg.
1957 wurde der Ortsteil Heumaden gegründet. Bei der Kreisreform zum 1. Januar 1973 erhielt der Landkreis Calw seine heutige Ausdehnung. Er wurde Teil der neu gegründeten Region Nordschwarzwald, die zugleich dem neu umschriebenen Regierungsbezirk Karlsruhe zugeordnet wurde. Damit wird die ehemals württembergische Stadt nunmehr auch von der ehemals badischen Hauptstadt Karlsruhe aus verwaltet. Im Rahmen der Gebietsreform wurde bereits am 1. Mai 1972 die Gemeinde Holzbronn nach Stammheim eingemeindet. Am 1. Januar 1975 wurde Calw mit den Gemeinden Altburg, Hirsau und Stammheim zur Stadt Calw-Hirsau vereinigt. Mit dieser Vereinigung überschritt die Einwohnerzahl der Stadt die 20.000-Einwohner-Grenze. Daraufhin stellte die Stadtverwaltung den Antrag auf Erhebung zur Großen Kreisstadt, dem die baden-württembergische Landesregierung mit Wirkung vom 1. Januar 1976 zustimmte. An diesem Tag erhielt die neue Stadt den (alten) Namen Calw.
Am 25. Mai 2009 erhielt die Stadt den von der Bundesregierung verliehenen Titel „Ort der Vielfalt“.

### Eingemeindungen

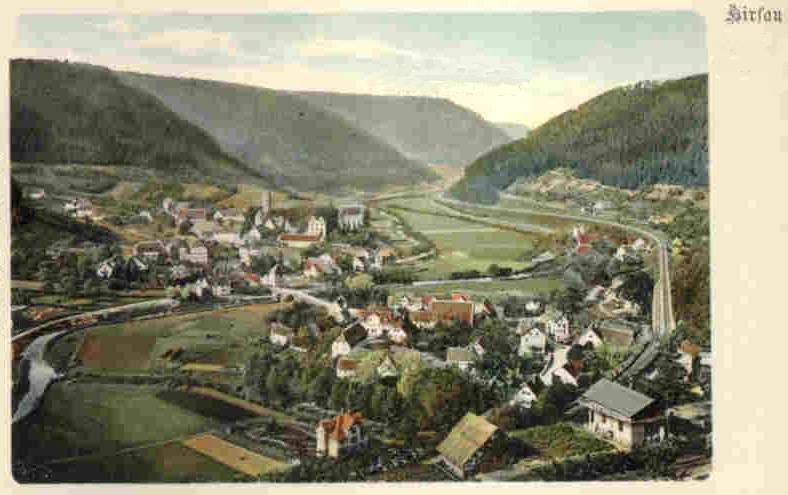
Hirsau mit Kloster 1907

Die folgenden Gemeinden wurden nach Calw eingegliedert oder mit der Stadt Calw zusammengeschlossen:
- 1933: Alzenberg
- 1. Mai 1972: Holzbronn (nach Stammheim)[13]
- 1. Januar 1975: Vereinigung von Calw, Altburg (mit der 1933 eingegliederten Gemeinde Speßhardt), Hirsau und Stammheim[14]

### Einwohnerentwicklung
Einwohnerzahlen nach dem jeweiligen Gebietsstand; die Zahlen sind Schätzungen, Volkszählungsergebnisse (¹) oder amtliche Fortschreibungen der jeweiligen Statistischen Ämter (nur Hauptwohnsitze):
| Jahr / Datum       | Einwohner |
| ------------------ | --------- |
| 1525               | ca. 1.500 |
| 1622               | 2.545     |
| 1702               | 1.896     |
| 1803               | 3.199     |
| 1849               | 4.529     |
| 1. Dezember 1871   | 5.582     |
| 1. Dezember 1880 ¹ | 4.662     |
| 1. Dezember 1890 ¹ | 4.522     |
| 1. Dezember 1900 ¹ | 4.943     |
| 1. Dezember 1910 ¹ | 5.595     |
| 16. Juni 1925 ¹    | 5.681     |
| 16. Juni 1933 ¹    | 5.478     |
| 17. Mai 1939 ¹     | 6.160     |
| 1946               | 6.795     |

| Jahr / Datum         | Einwohner |
| -------------------- | --------- |
| 13. September 1950 ¹ | 7.416     |
| 6. Juni 1961 ¹       | 9.690     |
| 27. Mai 1970 ¹       | 13.075    |
| 31. Dezember 1975    | 21.561    |
| 31. Dezember 1980    | 23.165    |
| 27. Mai 1987 ¹       | 21.018    |
| 31. Dezember 1990    | 22.668    |
| 31. Dezember 1995    | 23.709    |
| 31. Dezember 2000    | 23.357    |
| 31. Dezember 2005    | 23.828    |
| 31. Dezember 2010    | 23.230    |
| 31. Dezember 2015    | 23.232    |
| 31. Dezember 2020    | 23.716    |

¹ Volkszählungsergebnis

## Konfessionen und Religionen

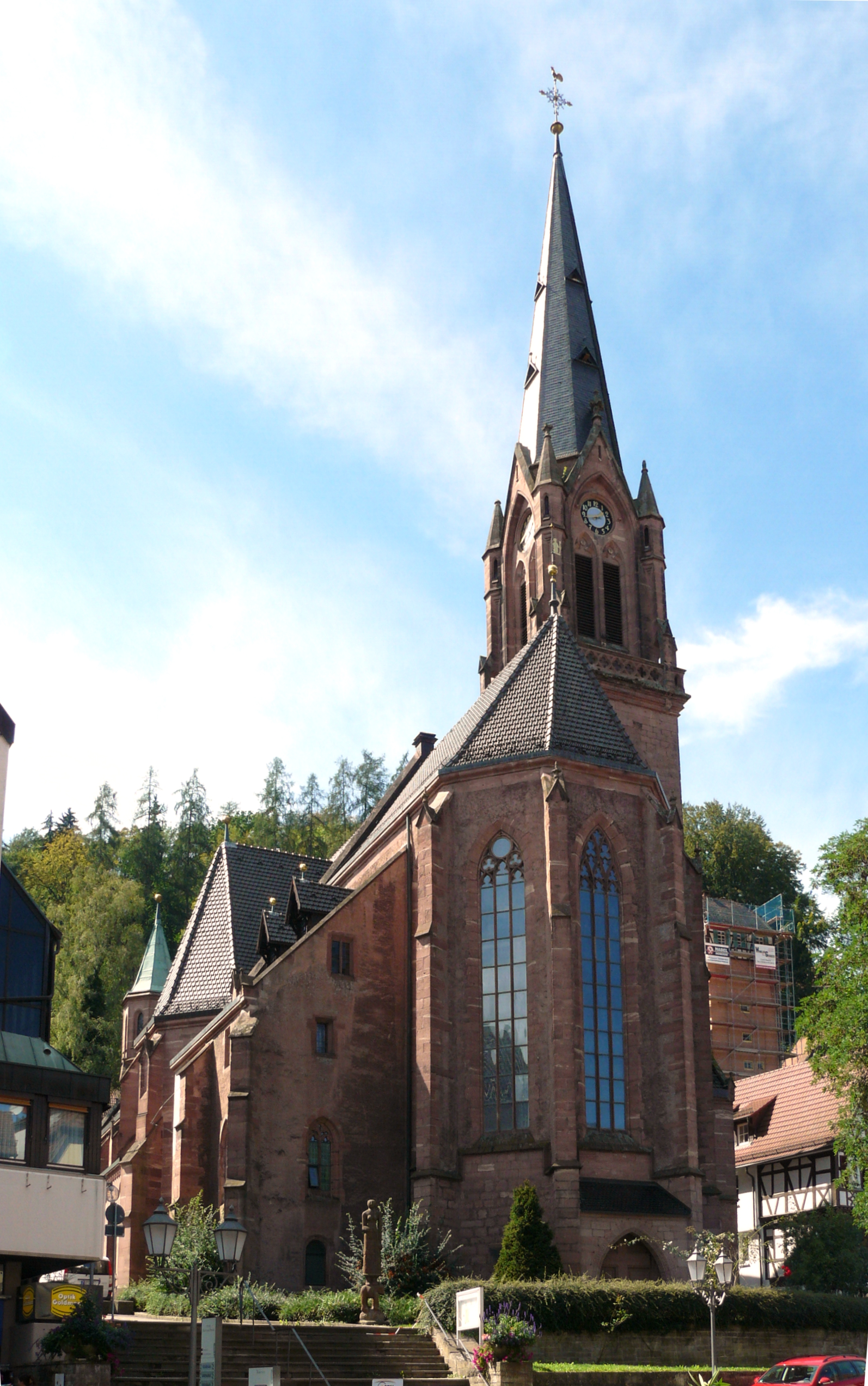
Stadtkirche

### Evangelische Kirche
Calw gehörte ursprünglich zum Landkapitel Weil der Stadt im Archidiakonat Trinitatis des Bistums Speyer. Ab 1534 wurde in Calw wie im gesamten damaligen Herzogtum Württemberg die Reformation eingeführt. Calw wurde 1555 Sitz eines Dekanats. Zunächst gehörte es zur Generalsuperintendentur Maulbronn, ab 1823 zu Tübingen und heute zur Prälatur Reutlingen. Der ehemalige Kirchenbezirk Calw fusionierte zum 1. Januar 2019 mit dem ehemaligen Kirchenbezirk Nagold zum neuen Kirchenbezirk Calw-Nagold der Evangelischen Landeskirche in Württemberg. Dekan in Calw, seit 2019 auch für den Kirchenbezirk Calw-Nagold, ist seit 2004 Erich Hartmann. Im Stadtgebiet Calws gibt es die Gesamtkirchengemeinde Calw, bestehend aus der Innenstadtgemeinde (Stadtkirche Calw), der Bergkirchengemeinde Wimberg/Alzenberg und der Versöhnungskirchengemeinde Heumaden. Die beiden letztgenannten Kirchengemeinden sind erst durch Zuzug von Heimatvertriebenen nach dem Zweiten Weltkrieg entstanden. Ferner gibt es selbständige Kirchengemeinden in den Stadtteilen Altburg, Hirsau, Holzbronn und Stammheim.

### Katholische Kirche

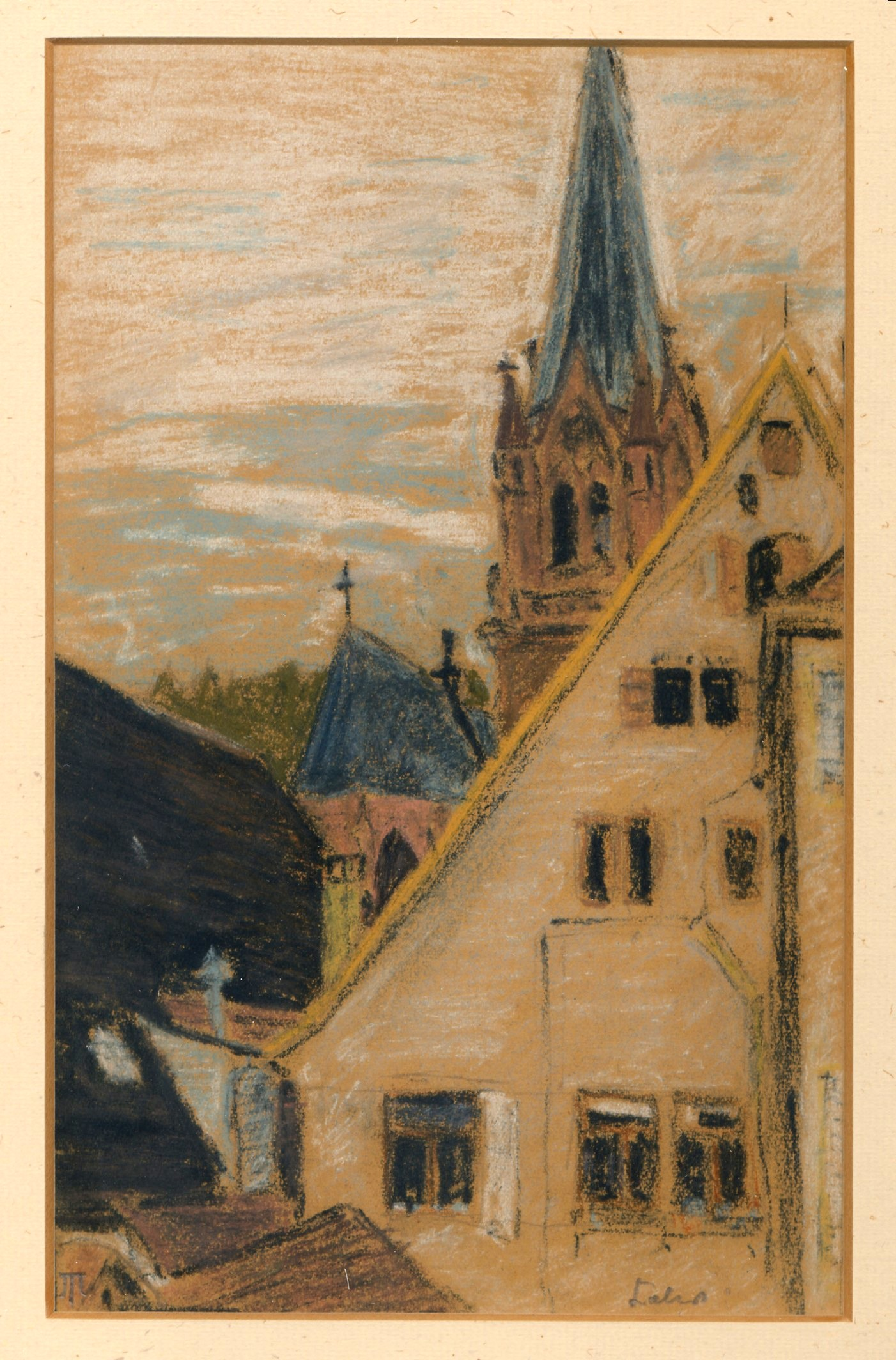
Kreidezeichnung von 1919: Blick vom Kaffeehaus (oberes Westfenster) zur Stadtkirche

Im 19. Jahrhundert zogen auch wieder Katholiken nach Calw. Sie gründeten 1885/1886 die Pfarrei St. Josef, die später Sitz eines Dekanats innerhalb des Bistums Rottenburg (heute Diözese Rottenburg-Stuttgart) wurde. Die Pfarrei St. Josef ist heute für das gesamte Stadtgebiet und für einige Umlandgemeinden zuständig und bildet zusammen mit der Pfarrei St. Lioba Bad Liebenzell die Seelsorgeeinheit 2 Calw-Bad Liebenzell innerhalb des Dekanats Calw.

### Andere christliche Konfessionen
Neben diesen beiden Kirchen gibt es in Calw auch Freikirchen, darunter das Jesus-Zentrum (Bund Freikirchlicher Pfingstgemeinden) im Stammheimer Feld, eine Adventgemeinde (gegründet 1914) und eine Gemeinde der Evangelisch-methodistischen Kirche in Stammheim.
Auch die Neuapostolische Kirche ist in den Stadtteilen Heumaden, Holzbronn, und Stammheim vertreten.
Der Stadtteil Wimberg beheimatet ein Konferenzzentrum der Internationalen Schule des Goldnen Rosenkreuzes, Lectorium Rosicrucianum.

### Islam
Im Stadtteil Hirsau gibt es eine türkische Moschee der DITIB. In Heumaden existiert seit 1995 eine bosnische Moschee der IGBD.

## Politik

### Gemeinderat
Der Gemeinderat der Stadt Calw hat seit der Wahl 2024 insgesamt 26 Mitglieder, die den Titel Stadträtin/Stadtrat führen. Außerdem gehört ihm als Vorsitzender der Oberbürgermeister mit Sitz und Stimme an. Bei der Kommunalwahl am 9. Juni 2024 kam es zu folgendem Ergebnis:
| Partei / Liste     | Stimmenanteil | + / − %p | Sitze | + / − |
| ------------------ | ------------- | -------- | ----- | ----- |
| Gemeinsam für Calw | 32,4 %        | + 1,7    | 8     | ± 0   |
| FW                 | 27,2 %        | − 0,7    | 7     | ± 0   |
| CDU                | 14,9 %        | − 2,1    | 4     | ± 0   |
| Neue Liste Calw    | –             | − 14,1   | –     | − 4   |
| SPD                | 08,1 %        | + 0,2    | 2     | ± 0   |
| LINKE              | 02,0 %        | − 0,3    | 1     | ± 0   |
| AfD                | 07,7 %        | + 7,7    | 2     | + 2   |

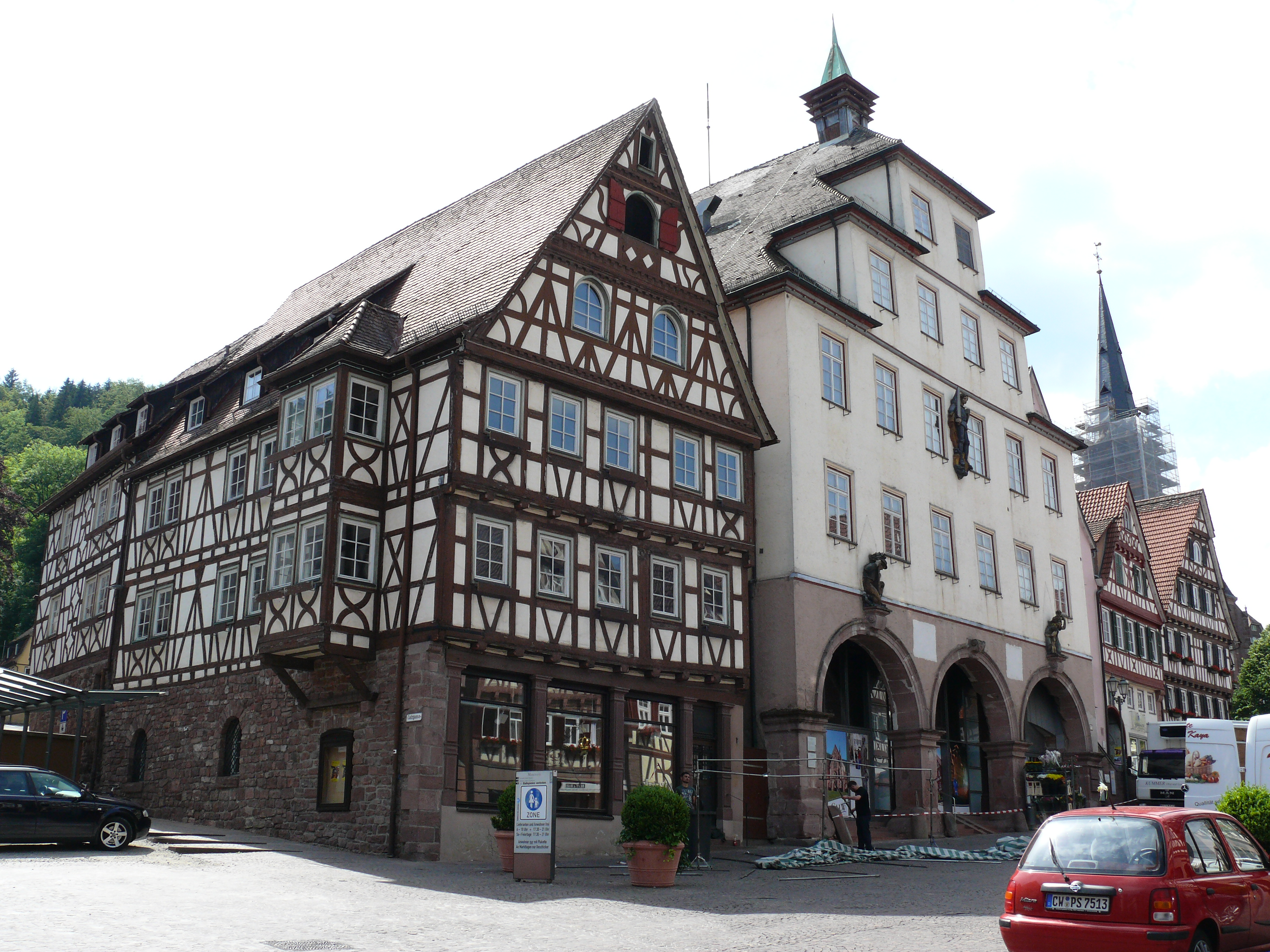
Rathaus Calw

Die Wahlbeteiligung lag 2024 bei  55,5 Prozent.

### Bürgermeister
An der Spitze der Stadt Calw stand schon im 15. Jahrhundert ein Bürgermeister, der vom Gericht alle zwei Jahre gewählt wurde. Ein Rat ist seit 1433 nachweisbar. Seit der Erhebung zur Großen Kreisstadt 1976 trägt das Stadtoberhaupt den Titel Oberbürgermeister. Sein Stellvertreter ist der Erste Beigeordnete mit der Amtsbezeichnung Bürgermeister.
| Bürgermeister bis 1971 - 1799–1802: Ernst Friedrich Wagner - 1802–1809: Ernst Bernhard Wagner - 1809–1817: Johann Gottfried Konrad und Johann Naschold - 1817–1820: Carl Friedrich von Gärtner - 1820–1826: Johann Jakob Hess - 1826–1835: Johann Friedrich Dreiß - 1835–1884: Christian Friedrich Schuldt - 1884–1902: Hermann Haffner - 1902–1918: Eduard Conz - 1918–1946: Otto Göhner - 1946–1948: Oskar Blessing - 1948–1965: Reinhold Seeber - 1965–1971: Karl-Heinz Lehmann | Oberbürgermeister ab 1971 - 1971–1991: Karl-Heinz Lehmann - 1991–1998: Herbert Karl - 1999–2003: Werner Spec (parteilos) - 2003–2011: Manfred Dunst (Freie Wähler) - 2011–2019: Ralf Eggert (parteilos) - seit 2019: Florian Kling (SPD) |

### Wappen
| Wappen von Calw | Blasonierung: „In Gold auf blauem Dreiberg ein stehender blaubezungter, blau gekrönter roter Löwe.“ |
| Wappen von Calw | Wappenbegründung: Der Löwe auf dem Dreiberg ist das Wappen der Grafen von Calw, der früheren Ortsherren der Stadt. Um 1250 wurden Calw die Stadtrechte verliehen, aus derselben Zeit stammt auch das früheste Siegel. Das Wappen hat sich im Grunde nie verändert, außer dass der Dreiberg mal drei, mal vier Gipfel hat. Die Farben sind seit 1535 bekannt. Es wurde auch von der im Rahmen der Gebietsreform der 1970er Jahre neu gebildeten Stadt übernommen. Dabei wurde es am 20. Juli 1976 vom Regierungspräsidium Karlsruhe neu verliehen. |

Die Stadtflagge ist rot-gelb.

### Städtepartnerschaften
Mit folgenden Gemeinden hat Calw eine Städtepartnerschaft geschlossen:
- Latsch im Vinschgau, Italien
- Weida in Thüringen
- Collina d’Oro im Tessin, Schweiz

## Wirtschaft und Infrastruktur

### Betriebe
- Perrot Turmuhren und Läuteanlagen

### Verkehr

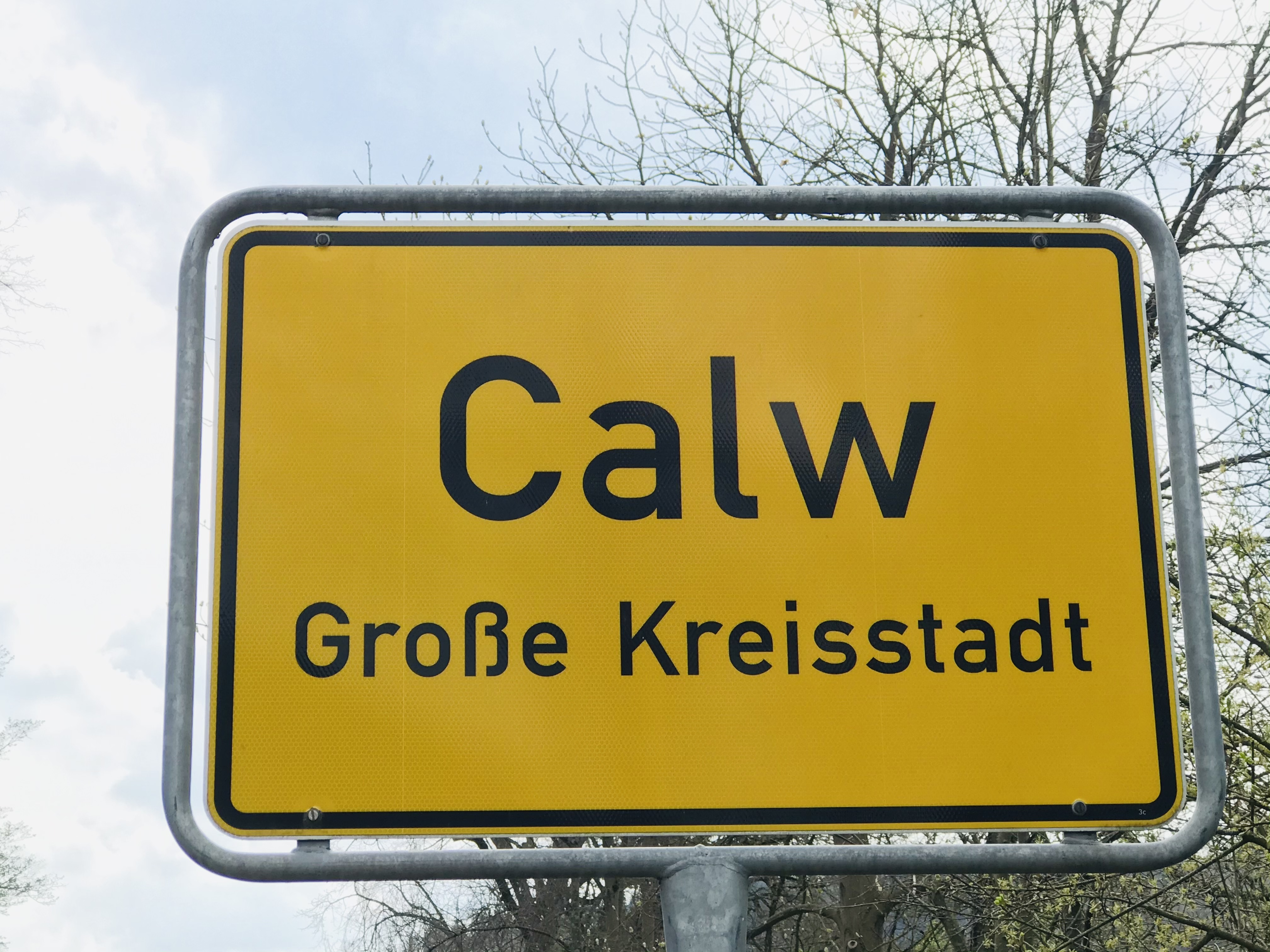
Calwer Ortseingangsschild

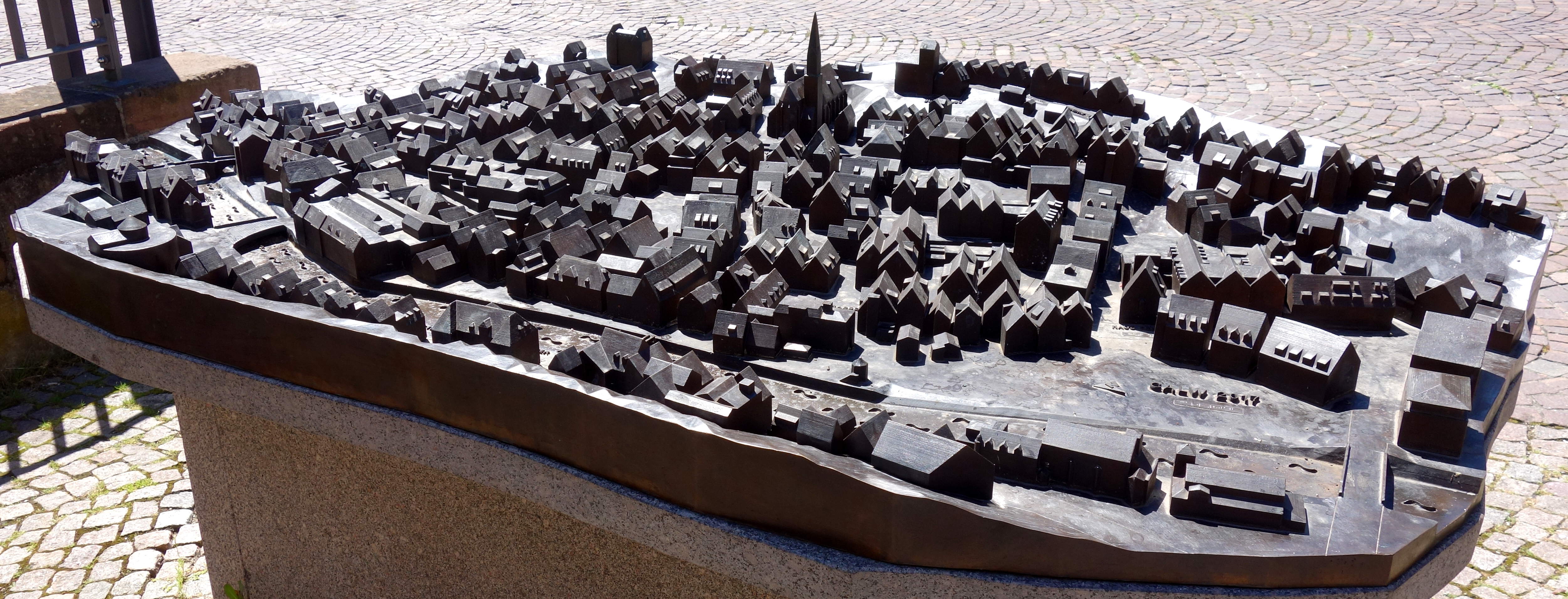
Modell der Stadt Calw auf dem Marktplatz

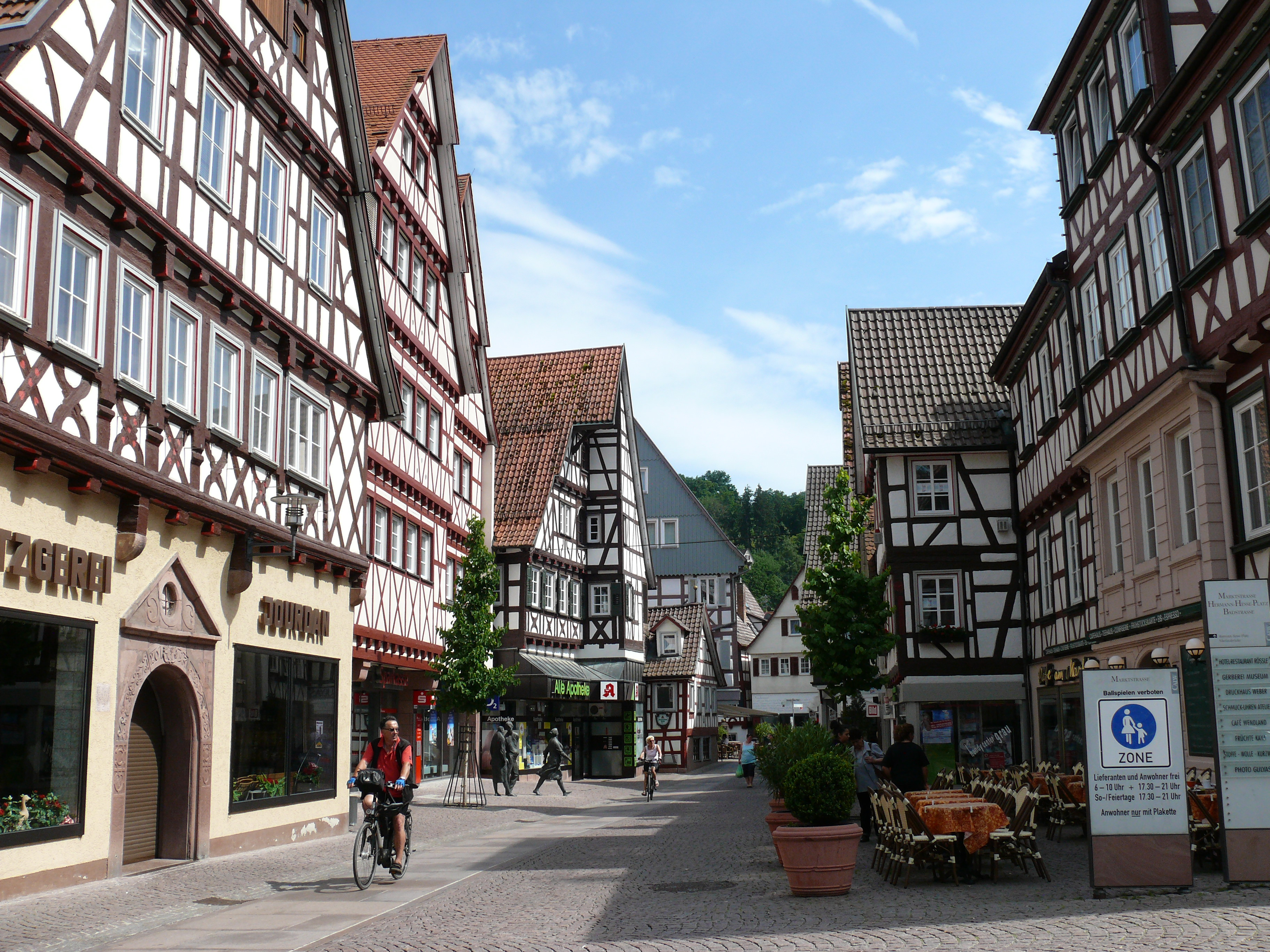
Lederstraße (Fußgängerzone)

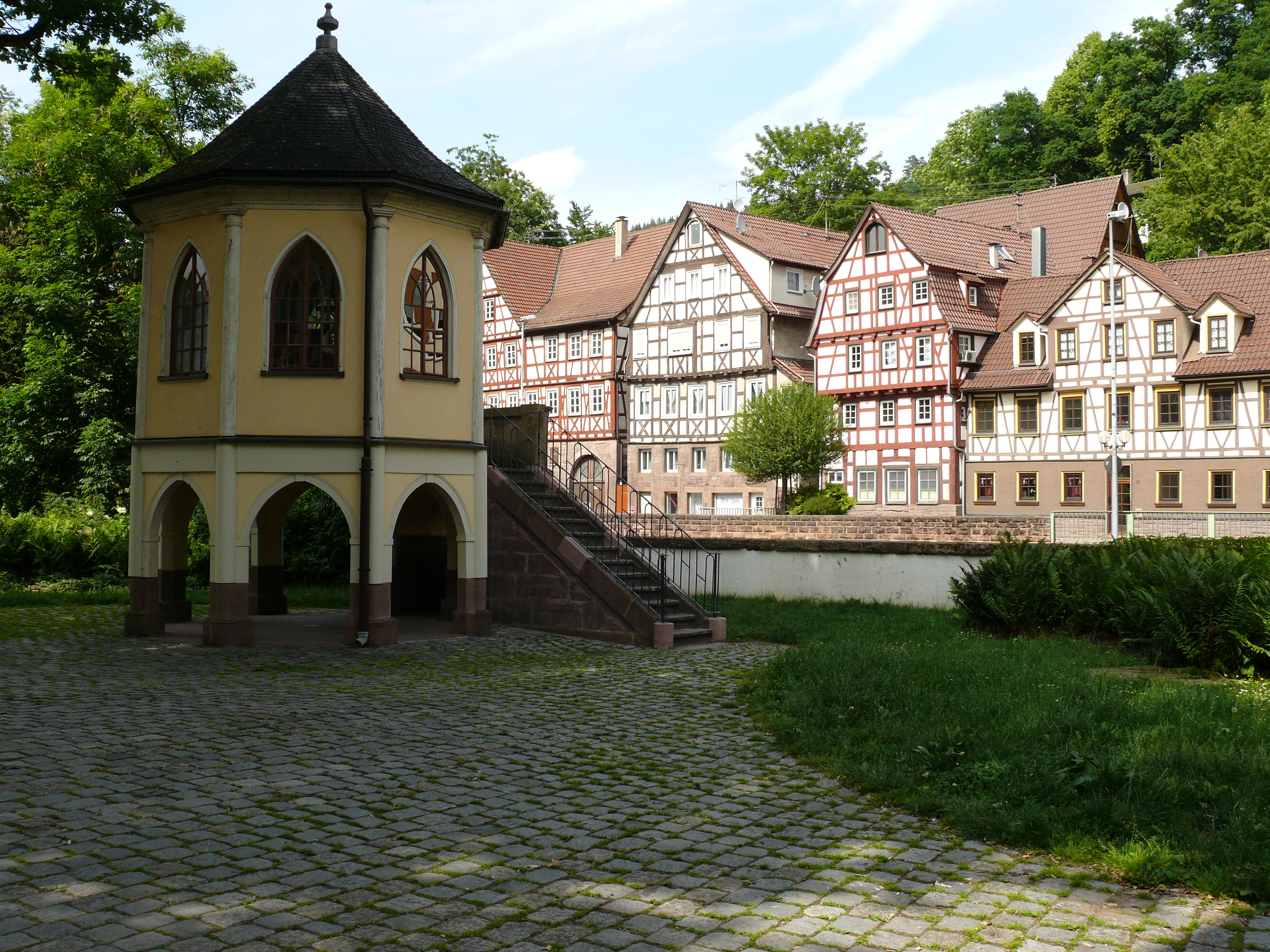
Pavillon und Fachwerkhäuser an der Nagold

Calw liegt an den Bundesstraßen 295, 296 und 463. Die B 296 hat aus dem Nagoldtal bergauf in Richtung Stuttgart zwei Fahrstreifen (Stuttgarter Straße bis Abzweig Heinz-Schnaufer-Straße, gegen Ende B 295). Der 2,7 km lange Abschnitt erleichtert somit in zwei Serpentinen das Überholen von langsameren Fahrzeugen.

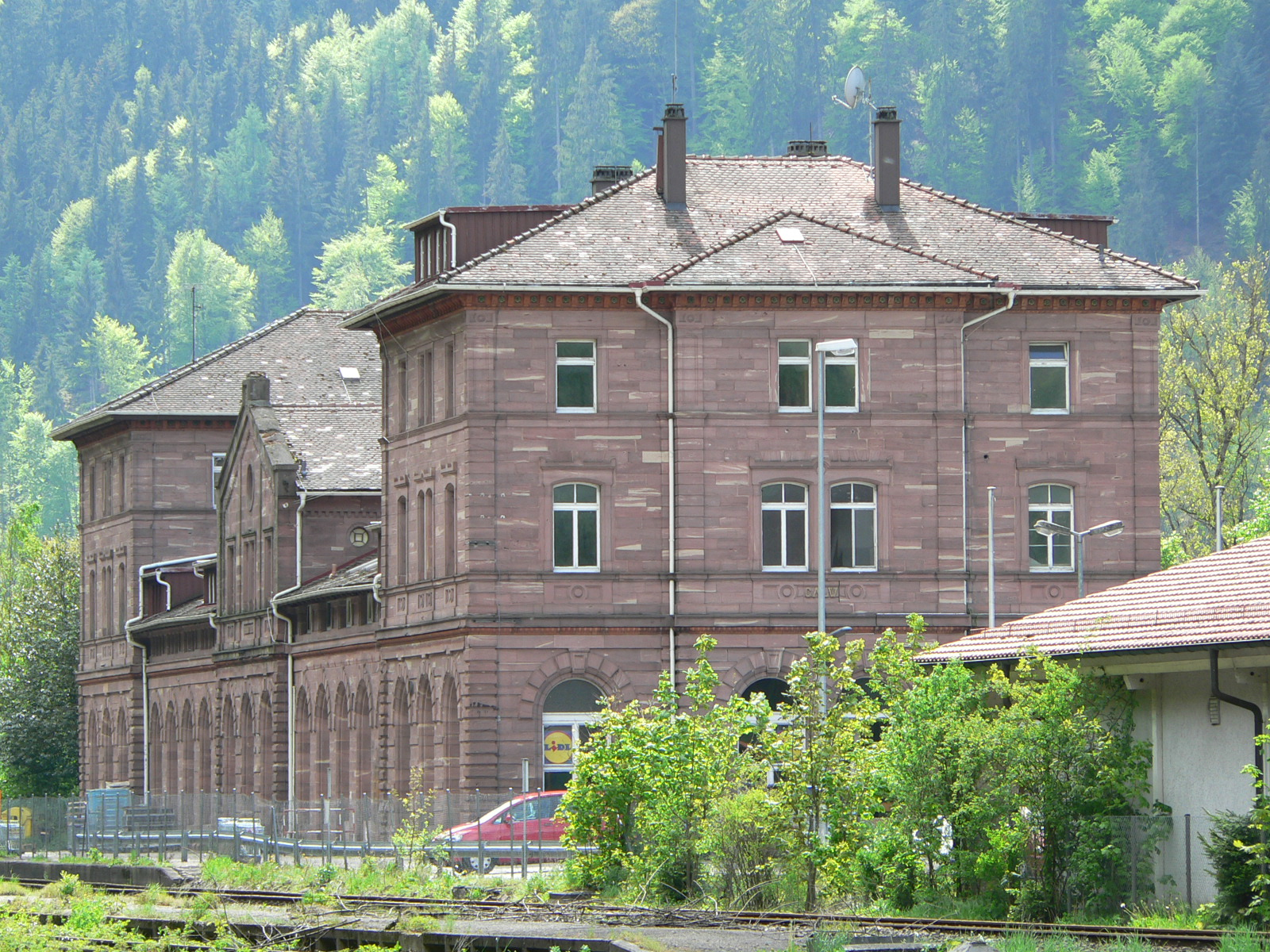
Alter Bahnhof Calw

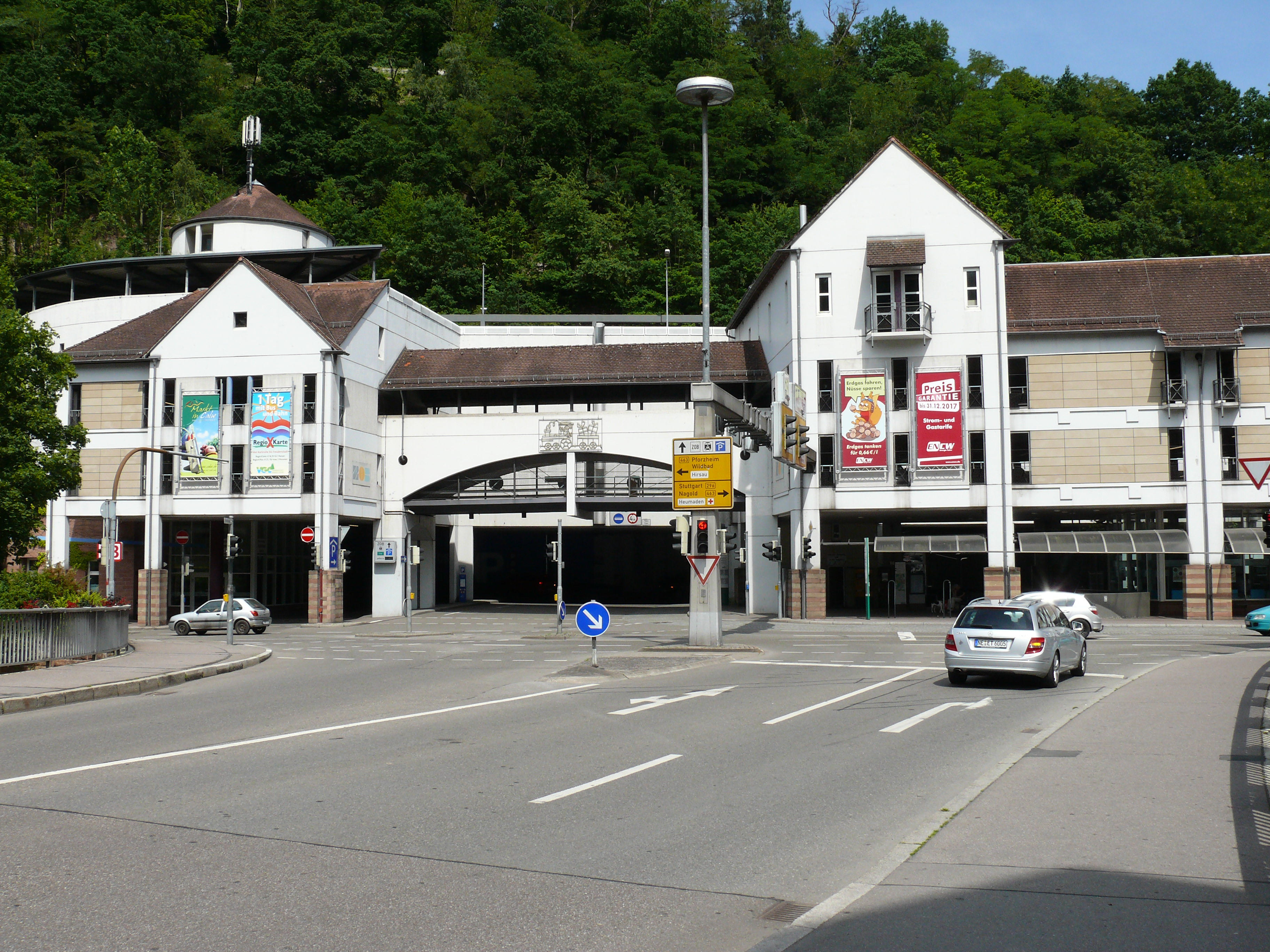
Der Bahnhof heute, über dem Parkhaus

In Calw befinden sich zwei Bahnstationen an der Nagoldtalbahn, die von Pforzheim nach Hochdorf führt: der direkt beim zentralen Omnibusbahnhof gelegene Haltepunkt Calw sowie der Haltepunkt Hirsau. Der alte, außerhalb des Stadtzentrums gelegene Bahnhof Calw wurde hingegen aufgelassen, das repräsentative Empfangsgebäude dient heute anderen Zwecken. Er war früher Verknüpfungsbahnhof mit der württembergischen Schwarzwaldbahn nach Stuttgart, deren westlicher Abschnitt jedoch 1988 stillgelegt wurde. Seit dem Ankauf des stillgelegten Streckenabschnitts bis Weil der Stadt durch den Landkreis Calw im Jahr 1994 bemüht sich dieser um eine Reaktivierung im Zuge des Projekts Hermann-Hesse-Bahn. Die Inbetriebnahme ist für das Jahr 2025 geplant.
Den öffentlichen Personennahverkehr (ÖPNV) bedienen mehrere Buslinien der Unternehmen Däuble, Pflieger, Rexer/BVN, Teinachtal-Reisen, Volz und SüdwestBus innerhalb der Verkehrsgesellschaft Bäderkreis Calw (VGC). Neben der Erschließung der Städte und Gemeinden im Landkreis Calw bestehen auch überregionale Buslinien nach Böblingen, Herrenberg und Weil der Stadt.
Durch Alltagsrouten aus dem Radnetz Baden-Württemberg ist Calw 
- über den Stadtteil Hirsau und über Bad Liebenzell und Unterreichenbach mit Pforzheim,
- über Wildberg mit Nagold und
- über Althengstett, Simmozheim, Weil der Stadt und Renningen mit Leonberg verbunden.

Zudem verläuft als Landes-Radfernweg der Heidelberg-Schwarzwald-Bodensee-Radweg entlang der Nagold durch Calw, der insgesamt von Heidelberg nach Radolfzell führt.

### Behörden, Gericht und Einrichtungen
Calw ist Sitz des Landratsamts des Landkreises Calw. Ferner gibt es ein Finanzamt und ein Amtsgericht, das zum Gerichtsbezirk des Landgerichts Tübingen und dem des OLG Stuttgart gehört.
Die Stadt ist Sitz des Kirchenbezirks Calw der Evangelischen Landeskirche in Württemberg und des Dekanats Calw der Diözese Rottenburg-Stuttgart.
1866 bis 1934 war Calw Sitz der Industrie- und Handelskammer Calw.

### Militär
Das Kommando Spezialkräfte (KSK) der Bundeswehr ist seit 1996 in der Graf-Zeppelin-Kaserne bei Calw-Heumaden stationiert. Von 1961 bis zu ihrer Auflösung im September 1996 war die Luftlandebrigade 25 (LLBrig 25), bis 1971 unter dem Namen Fallschirmjägerbrigade 25, in Calw stationiert.

### Medien

Logo des Schwarzwälder Boten

Für das Calwer Stadtgebiet existierten seit 1826 die von Adam Friedrich Rivinius gegründeten Wöchentlichen Nachrichten für die Oberamtsbezirke Calw und Neuenbürg, die 1850 unter Adolf Oelschläger im Calwer Wochenblatt und 1912 unter dessen Schwiegersohn Paul Adolff im Calwer Tagblatt aufgingen (das im Dritten Reich zwischen 1934 und 1945 unter dem Titel Schwarzwald-Wacht als alleiniges Amtsblatt für die Stadt und den Oberamtsbezirk Calw firmierte). Seit 1968 erscheint das Calwer Tagblatt als Regionalteil im Mantel der Kreisnachrichten des Schwarzwälder Boten als einzige Calwer Tageszeitung. Von September bis Dezember 1947 bediente zudem die Schwäbische Zeitung mit einer „Ausgabe Calw/Freudenstadt“ das Calwer Stadtgebiet.

### Bildung
- Seit 2002 ist Calw Sitz der privaten, staatlich anerkannten Fachhochschule Calw mit den beiden Fachbereichen „Steuer- und Prüfungswesen“ sowie „Medien- und Kommunikationsmanagement“.
- Calw hat zwei Gymnasien, das Hermann-Hesse-Gymnasium und das Maria-von-Linden-Gymnasium. Letzteres ist ein allgemeinbildendes Gymnasium in Calw-Stammheim mit einem sprachlichen und einem naturwissenschaftlichen Profil. Es wurde nach der Naturwissenschaftlerin Maria Gräfin von Linden (1869–1936) benannt und ging aus der Teilung des Hermann-Hesse-Gymnasiums hervor.
- Zudem gibt es eine Realschule und eine Förderschule (Seeäckerschule) sowie mehrere Grundschulen bzw. Grund- und Hauptschulen (Grund- und Hauptschule mit Werkrealschule Calw, Heumadenschule Grund- und Hauptschule mit Werkrealschule sowie Wimbergschule Grund- und Hauptschule mit Werkrealschule und je eine Grundschule in den Stadtteilen Altburg, Hirsau und Stammheim). Ferner existiert eine Klinikschule für Kranke an der Landesklinik Nordschwarzwald.
- Der Landkreis Calw ist Träger der Beruflichen Schulen Hermann-Gundert-Schule (Kaufmännische und Hauswirtschaftliche Schule) und der Johann-Georg-Doertenbach-Schule (Gewerbliche Schule).
- Die Privatschulen Betriebswirtschaftliche Fachschule Calw e. V., die Evangelische Berufsfachschule für Altenpflege Calw und die Private Heimsonderschule für Sprachbehinderte Calw-Stammheim runden das schulische Angebot in Calw ab.
- Ferner verfügt Calw über eine Volkshochschule und eine Musikschule in städtischer Trägerschaft. Aus letzterer sind viele Preisträger bei nationalen Wettbewerben (Jugend musiziert, Deutscher Chorwettbewerb und andere) hervorgegangen. Die Aurelius-Sängerknaben Calw sind der Musikschule angegliedert.

## Kultur, Kunst und Sehenswürdigkeiten

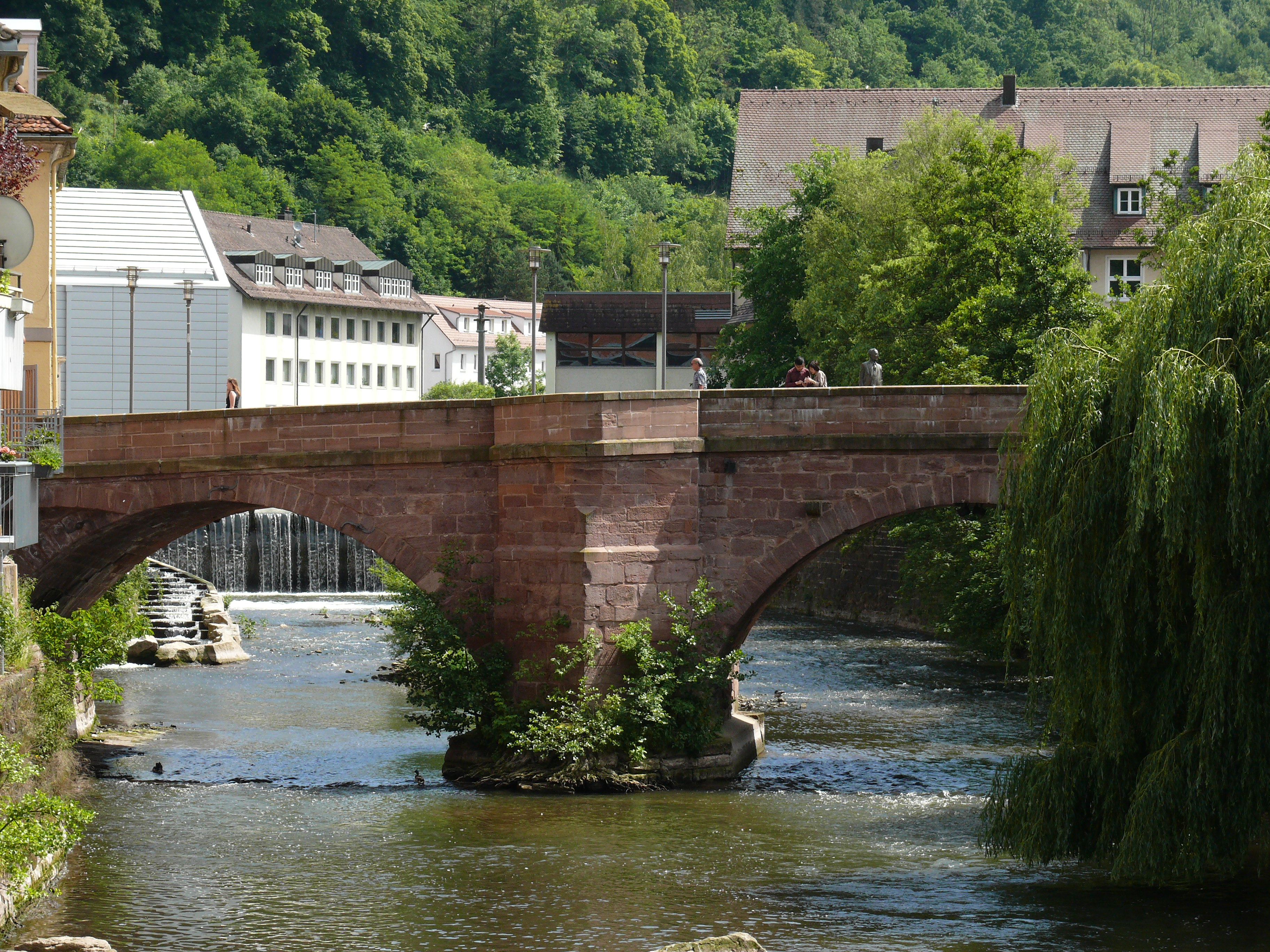
Nikolausbrücke mit Hermann-Hesse-Standbild (rechts)

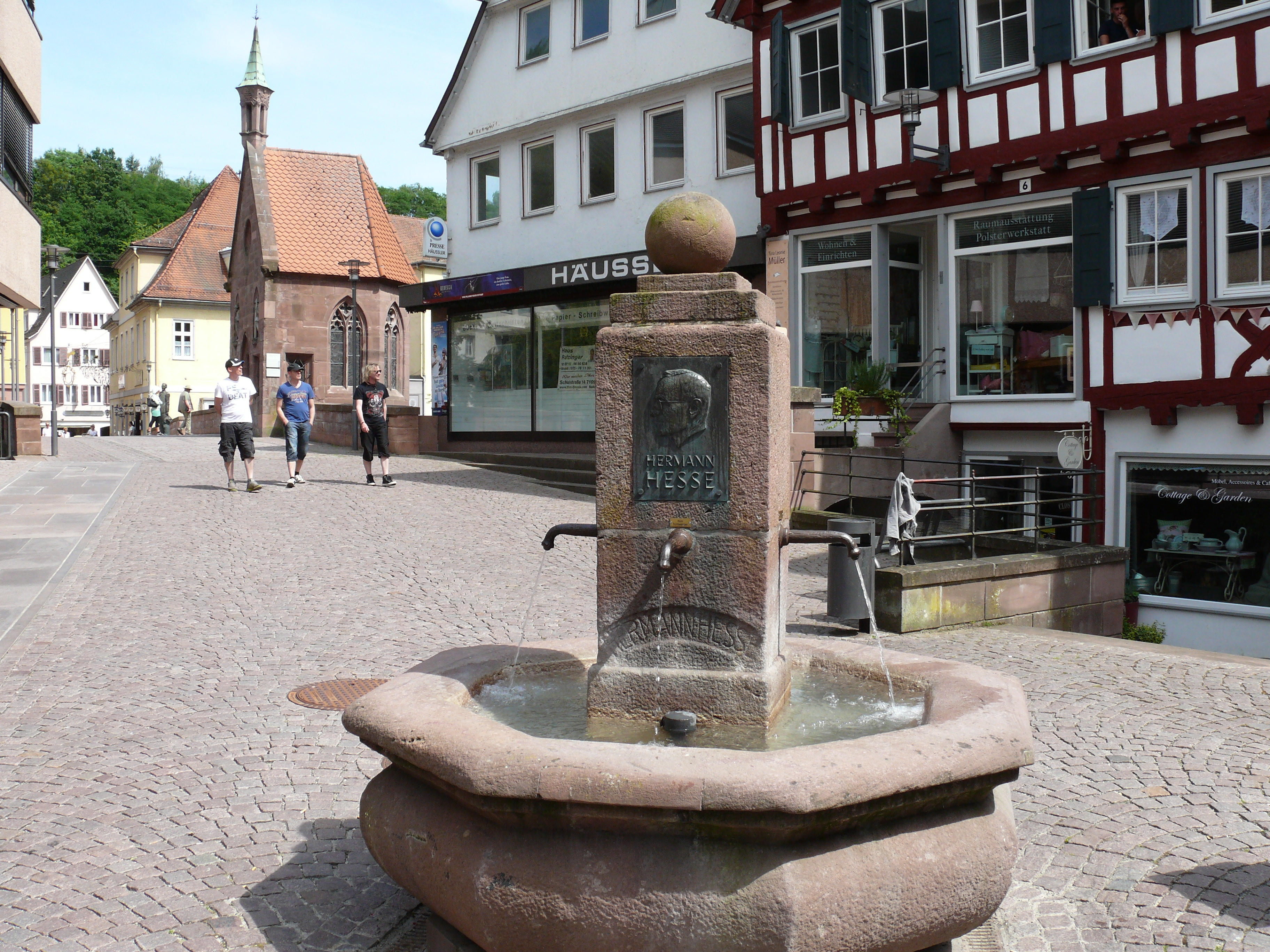
Brunnen auf dem Hermann-Hesse-Platz, links die Nikolausbrücke

Die Altstadt von Calw blieb von Zerstörungen im Zweiten Weltkrieg weitgehend verschont. Von vielen Gästen besucht werden der Marktplatz der Stadt und die Nikolausbrücke.
In den 1970er Jahren wurde ein Teil der historischen Innenstadt durch ein Einkaufszentrum ersetzt, die Innenstadt bald darauf durch die Einrichtung einer Fußgängerzone normiert und abgeriegelt. Gebäude mit Waschbeton-Fassaden (Busbahnhof, Parkhaus) prägen seit einigen Jahren den der Nagold zugewandten Teil. Ein um die Jahrtausendwende gebautes weiteres Einkaufszentrum begrenzt die Altstadt nach Norden.
Zu den Höhepunkten des Calwer Kulturjahrs gehört der Calwer Hermann-Hesse-Preis. Mit ihm werden alle zwei Jahre Literaturzeitschriften und Übersetzer ausgezeichnet, die sich um das Werk von Hesse verdient gemacht haben; das Hermann-Hesse-Kolloquium, aktuelle Fragen zum Thema Hermann Hesse werden hier von internationalen Fachleuten diskutiert.
Jedes Jahr finden in der Ruine des Benediktiner-Klosters St. Peter und Paul die Festspiele zum „Calwer Klostersommer in Hirsau“ statt, die 2008 die traditionsreichen Klosterspiele Hirsau ablösten. Hermann Hesses Gerbersauer Erzählungen sind der Stoff für den jährlich stattfindenden „Gerbersauer Lesesommer“. Aus über drei Dutzend Erzählungen und Betrachtungen Hesses über das Leben in Gerbersau, sein literarisches Pseudonym für Calw, werden Geschichten und Anekdoten vorgetragen. Ein besonders Merkmal der Lesereihe bilden dabei die oftmals originalen Schauplätze.
Einen kulturellen Schwerpunkt der Hesse-Stadt bildet die Musik; genannt seien die Aurelius-Sängerknaben, deren Renommee weit über die Grenzen Baden-Württembergs hinausreicht. Weitere musikalische Akzente werden von den Konzertreihen in der Evangelischen Stadtkirche und in der St.-Aurelius-Kirche gesetzt.
Seit 2004 wird einmal jährlich auf dem Marktplatz das Classic-Rock-Festival Calw rockt veranstaltet.

### Theater
Mit den traditionsreichen Klosterspielen Hirsau werden Theater, Musik und Lesungen unter freiem Himmel dargeboten. 1959 stand zur 900-Jahr-Feier von Hirsau zum ersten Mal eine Bühne im Kreuzgang.

### Museen

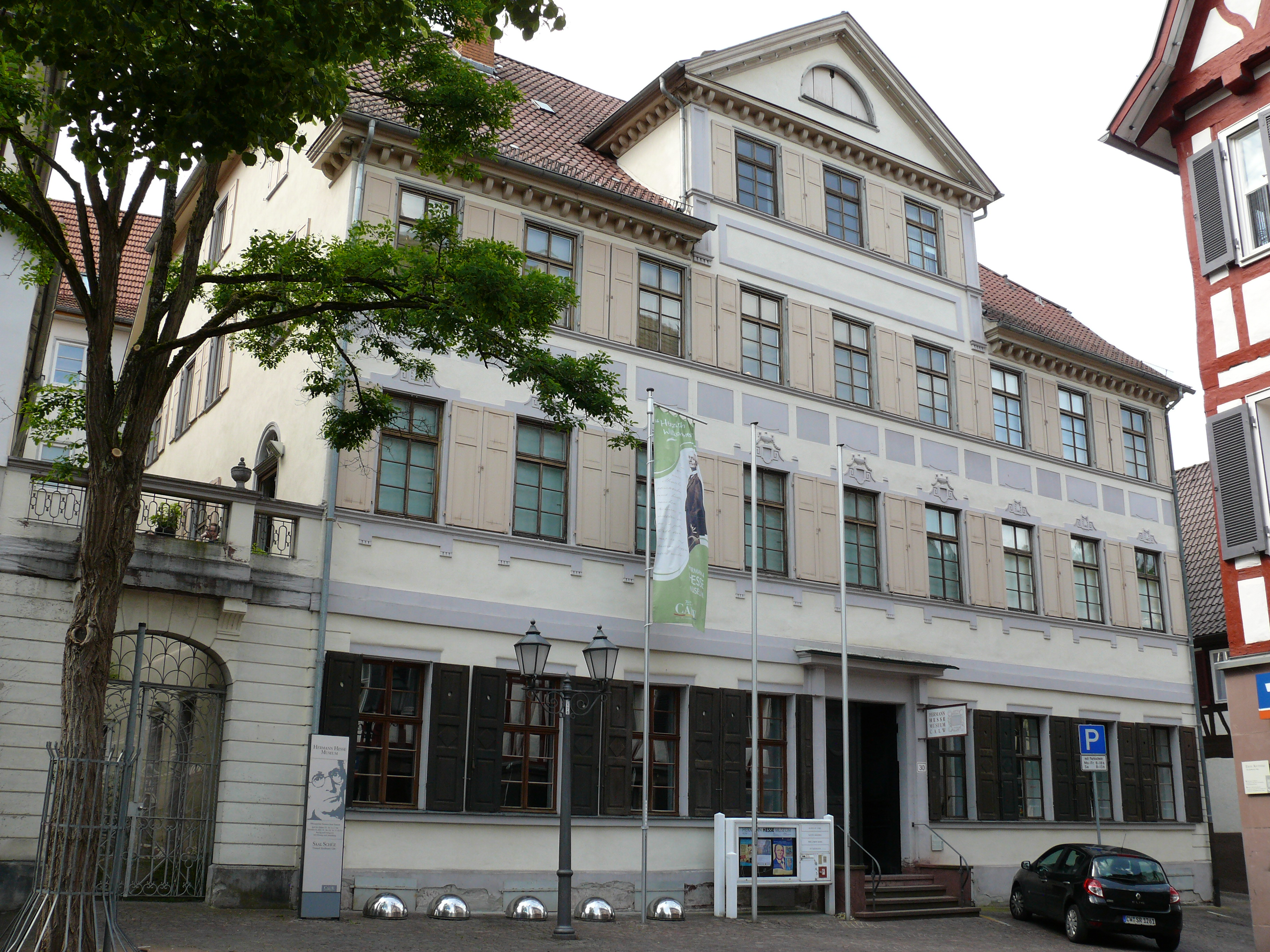
Hermann-Hesse-Museum

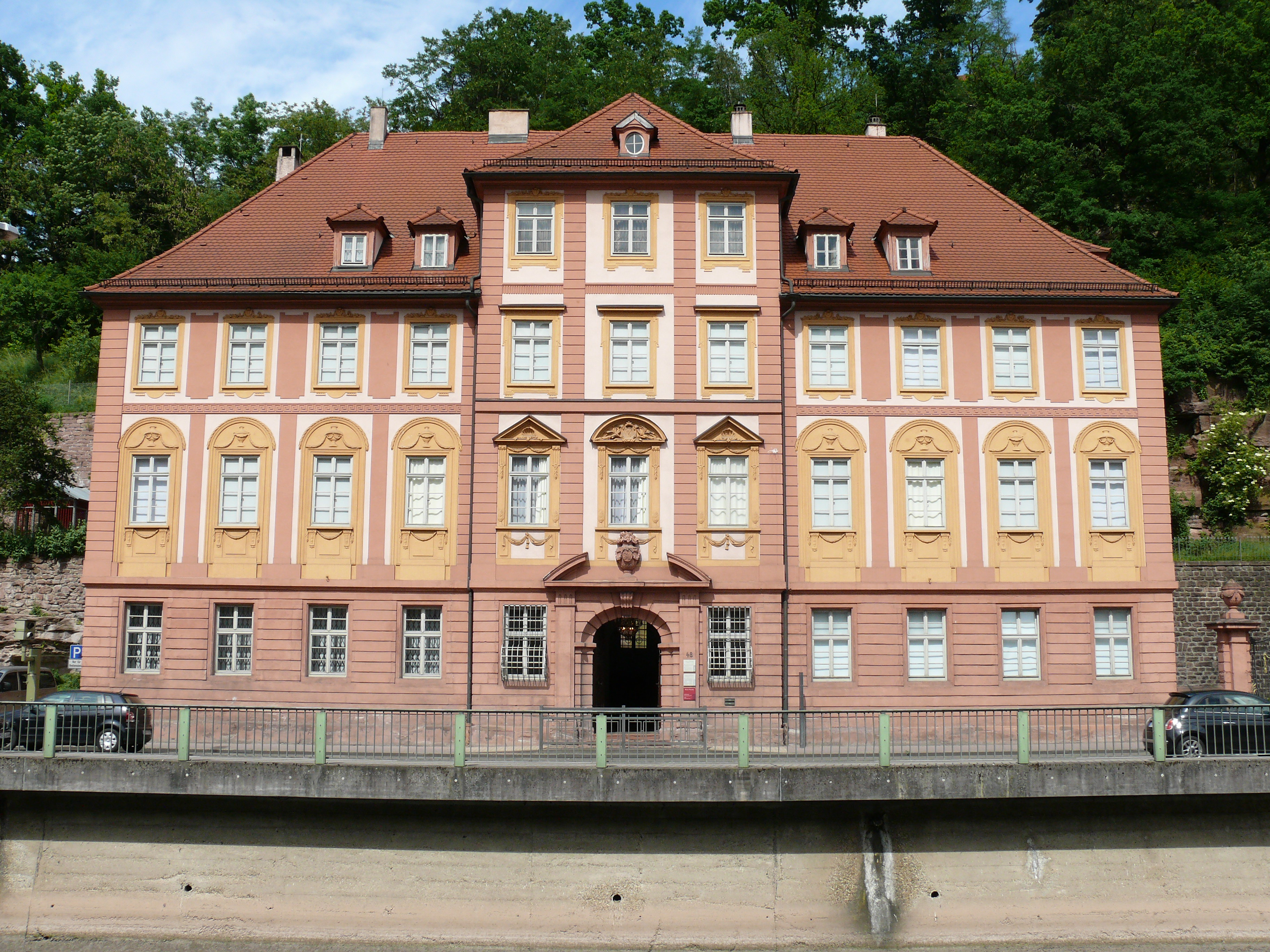
Palais Vischer

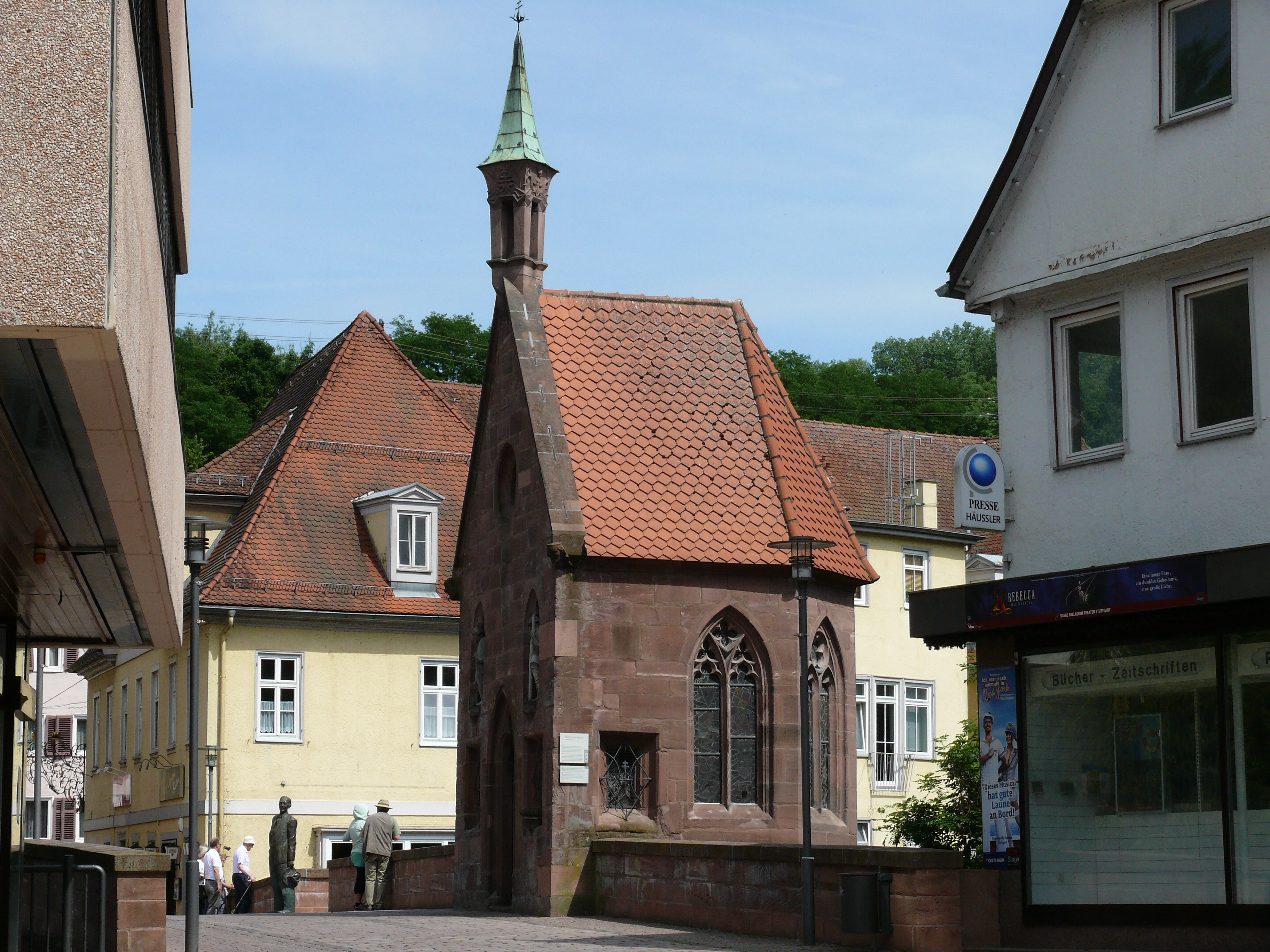
Nikolauskapelle, vom Hermann-Hesse-Platz gesehen

Im Calw befinden sich mehrere Museen. In dem 1813/1814 errichteten Stadtpalais „Haus Schüz“ sind seit 1990 das Hermann-Hesse-Museum und die Galerie der Stadt Calw mit der Stiftung Gunter Böhmer untergebracht. Das Hesse-Museum ist dem Leben und Schaffen des großen Sohnes der Stadt gewidmet und besitzt die umfangreichste Sammlung über den Literaturnobelpreisträger von 1946. Die interaktive Ausstellung „Weltflechtwerk“ öffnet einen anderen Blick auf Hesses Werk und lädt zur thematischen Auseinandersetzung ein.
Das Museum der Stadt im 1787/1791 erbauten Palais Vischer gibt Einblick in die gehobene Wohnkultur des 18. Jahrhunderts und zeigt in 18 Räumen Sehenswertes zur Stadtgeschichte.
Weitere Museen sind das (derzeit geschlossene) Spielzeugmuseum, das Gerbereimuseum und im Stadtteil Altburg das Bauernhausmuseum sowie das Klostermuseum im Stadtteil Hirsau. Im zweijährigen Turnus findet eine „Lange Nacht der Museen“ statt, in der alle Museen geöffnet sind.

### Bauwerke
- Sehenswert ist der historische Marktplatz. Das älteste Gebäude auf dem Platz ist das Haus Schäberle, das Stadtzerstörung bzw. Stadtbrände von 1634 und 1692 mehr oder weniger unbeschadet überstand. Das Geburtshaus von Hermann Hesse, Marktplatz 6, wurde 1692 von Johann Conrad Moseter erbaut. 1697 richtete Christoph Mayer ein Einzelhandelsgeschäft in dem von ihm erworbenen Haus ein. Bis auf den heutigen Tag blieb das Gebäude ein Handelshaus.
- Das Calwer Rathaus steht am Marktplatz 9, der erste Rathausbau erfolgte 1454. Im 19. Jahrhundert wurden etliche Renovierungen und Veränderungen vorgenommen. 1929 wurden die Figuren an der Fassade angebracht. Sie symbolisieren die drei wichtigsten Aufgaben der Stadt gegenüber ihren Bürgern: Rittergestalt für Schutz und Gerechtigkeit, Pflanzen eines Baums für Verwurzelung und Blühen des Gemeinwesens, Mutter mit Kindern für die Fürsorge. Unter den Rathausarkaden waren die Bänke oder Schrannen (Marktstände) der Bäcker und Metzger aufgebaut, heute ist dort ein moderner Veranstaltungsraum untergebracht, dessen Glasfassade die architektonische Urgestalt unterstreicht. Als 2007 Bedenken hinsichtlich der Stabilität des Rathauses laut wurden, wurde es geräumt und Teile der Stadtverwaltung verlegt. Ab 2014 wurden umfangreiche Sanierungsarbeiten durchgeführt, die knapp drei Jahre andauern sollten.
- Evangelische Kirchen
  - Das Schiff der heutigen Stadtkirche St. Peter und Paul  wurde nach einem Brand 1692, nachfolgendem sehr sparsamen und unvollkommenem jahrzehntelangem Aufbau und schließlich 1884 Abriss wegen Baufälligkeit von Hofbaudirektor Felix von Berner 1885–1888 in neugotischem Stil neu erbaut. Dabei wurden der frühgotische Chor der Vorgängerkirche und der Turmstumpf beibehalten. Bis 1914 wurden für den Chor mehrere Glasgemälde (Themen: Mose und Propheten; Leben, Leiden und Auferstehung Jesu; Westrosette: David mit Harfe) gestiftet und von den Münchner Werkstätten Franz Xaver Zettler und Mayer gefertigt. Weitere neutestamentliche Themen in den Fenstern unter den Seitenemporen schuf 1930–1933 und 1959 Rudolf Yelin d. J.
  - Der älteste Teil der als Wehrkirche erbauten Martinskirche Altburg ist der Turm aus dem 12. Jahrhundert. Der netzgewölbte Chor und die Südwand sind mit spätgotischen Wandmalereien versehen. Im Jahr 1534 wurde das Kirchspiel Altburg durch die Reformation in Württemberg evangelisch. Danach, wohl noch Ende des 16. Jahrhunderts, wurde die Kirche ohne Raumerweiterung durch Einbau einer dreiseitigen Umlaufempore im Schiff und einer Nord- und Ost-Empore im Chor einschließlich ebenerdiger Chorbestuhlung mit zahlreichen Sitzplätzen ausgestattet, die alle auf die Kanzel südlich innen am Chorbogen ausgerichtet waren; der Altar stand frei. Diese bis 1954 gültige Einrichtung entsprach den Erfordernissen der württembergischen Kirchen- und Gottesdienstordnung ab der Reformation, wonach im Zentrum des Gottesdienstes die Wortverkündigung stehen sollte – ein Beispiel für die Einrichtung einer Querkirche im vorhandenen Baubestand. Bei der Renovierung 1954 wurden die Choremporen und die Südempore entfernt und eine neue, zum Schiff gerichtete Kanzel sowie im Chorscheitel-Fenster ein Glasgemälde von Adolf Valentin Saile mit dem Motiv des Gnadenstuhls eingebaut. Auch eine Chororgel wurde aufgestellt.
  - In Ernstmühl gibt es eine kleine Kirche mit einem Dachreiter in Fachwerkbauweise, die zur Kirchengemeinde Hirsau gehört. Die Anlage des hohen Saalbaues sowie die Innenausstattung mit einer Kassettendecke, einer Empore auf gebauchten Holzstützen und dem Kanzelkorb weisen auf eine Bauzeit um 1700 hin. Die Sandsteineinfassung des Eingangs aus der Zeit um 1500 stammt eventuell vom Vorgängerbau oder aus dem ehemaligen, ein paar Jahre zuvor zerstörten Kloster Hirsau. Sie wurde als Bauteil in die neue Kirche integriert.
  - 1965 wurde die Versöhnungskirche Heumaden durch Architekt Heinz Rall gebaut – mit Beton-Dickglas-Fenstern von Gerhard Dreher und einem Kruzifix von Albrecht Kneer.
  - Die Marienkapelle im ehemaligen Benediktinerkloster Hirsau[21][22] blieb als einziges Gebäude beim großen Klosterbrand von 1692 unversehrt. Wenig später wurde dieses Schmuckstück spätgotischer Architektur evangelische Gemeindekirche. Im Obergeschoss hatte sich die Klosterbibliothek befunden. 1888–1892 überarbeitete der württembergische Oberbaurat Karl von Sauter die Marienkapelle im neugotischen Stil. Westwerk, Netzgewölbe und Farbgebung stammen aus dieser Zeit, auch Reste der damaligen Farbverglasung sind im Portal-Tympanon erhalten. Der Glaskünstler Wolf-Dieter Kohler schuf 1970 die drei Chorfenster (links: Geburt und Passion Christi; rechts: Auferstehung und Himmelfahrt; Mitte: der in den Himmel erhöhte, richtende und kommende Herr). Das Chor-Nordfenster von ungefähr 1920 zum Gefallenen-Gedenken 1914/18 hat die Stuttgarter Künstlerin Käte Schaller-Härlin entworfen, die 1917 ihren kurz zuvor geheirateten Ehemann im Krieg verloren hatte.
  - Die Bernhardskirche Holzbronn, seit 1998 mit diesem Namen, wurde in den Jahren 1907 bis 1908 nach Plänen von Oberbaurat Heinrich Dolmetsch († 1908) und seinem Sohn Theodor erbaut.[23] Prägende Jugendstil-Elemente sind erhalten oder wiederverwendet: die reizvollen Fenster des Stuttgarter Glaskünstlers Kurt Gläsche (Schwarzwälder Tier- und Pflanzenornamente) und der ursprüngliche Terrazzoboden. Bei zwei Renovierungen wurde der Altarraum verändert: 1972 musste die axiale Anordnung von Taufstein, Altar und Kanzel vor einer Jugendstil-Bilderwand einer Umgestaltung des Altarraums und einem großformatigen Wandgemälde von Rudolf Yelin d. J. weichen.[24] Sein gleichschenkliges Holzkreuz mit aufgespachtelten Motiven und Blattgold-Auflage blieb bei der Renovierung 2006 erhalten, während sein Wandgemälde durch eine Vorblendung abgedeckt wurde. Der pagodenartige Turmhelm wird von den Holzbronnern liebevoll „gelbe Rübe“ genannt.
  - Eine Vorgängerkirche der Martinskirche Stammheim gehörte bereits 830 zum Hirsauer Stiftsgut, dem sie 1326 inkorporiert wurde. Die heutige Kirche ist ein spätbarocker Bau von 1790. Dabei wurde der Chorturm der Vorgängerkirche beibehalten. Bei der Renovierung 1929–1931 wurden das vierteilige Südfenster (Altes Testament: Jakobs Himmelsleiter, Jakob am Jabbok; Neues Testament: der arme Lazarus und der Reiche) vom Stuttgarter Kunstmaler Berger entworfen und von der Werkstatt Wilhelm in Rottweil ausgeführt. Der Glaskünstler Wolf-Dieter Kohler schuf 1964 das Tauf-, das Martins- und ein schmales Ornamentfenster.
  - 1955 wurde die Bergkirche Wimberg von Architekt Hermann Hornbacher erbaut und die Chorfenster von Rudolf Yelin d. J. mit Glasgemälden von neutestamentlichen Berg-Ereignissen gestaltet.
- Die Nikolausbrücke mit Nikolauskapelle, die Hermann Hesse oft in seinen Werken erwähnt und ein Lieblingsplatz seiner Kindheit war, wurde 1400 im gotischen Stil erbaut. 1926 wurde bei der Renovierung durch Ernst Yelin die beiden Figuren rechts und links, ein Tuchhändler und ein Flößer, eingesetzt; sie symbolisieren die einstigen wirtschaftlichen Grundlagen der Stadt. Sein Bruder Rudolf Yelin d. J. schuf Glaskunst für fünf Doppelfenster (Heilige + Familienwappen) und zwei kleine Seitenfenster (weitere Wappen Calwer Familien).[24]
- Der weit über die Stadt hinausragende „Lange“ diente einst als Gefängnis, oben im Turm war eine Wächtersstube untergebracht. Das ehemals als Spielzeugmuseum dienende Haus Reichert steht leer. Das Georgenäum wurde der Stadt 1868 gestiftet und sollte vor allem der Aus- und Weiterbildung der Jugend dienen.
- Im Stadtteil Hirsau gibt es zwei Klöster. Die Aureliuskirche – heute Kirche der katholischen Gemeinde – ist die älteste der Hirsauer Klosterbauten aus dem Jahr 1070. Sie ist restauriert und von dem Bildhauer Otto Herbert Hajek künstlerisch ausgestaltet. Das ehemalige Benediktinerkloster St. Peter und Paul war in der Klosterbewegung von Cluny im 11. und 12. Jahrhundert das bedeutendste deutsche Reformkloster nördlich der Alpen, es wurde 1692 im Pfälzischen Erbfolgekrieg von französischen Truppen zerstört. Die baugeschichtlich hochbedeutenden Ruinenanlagen beinhalten Relikte aus unterschiedlichen Baustilen: die romanische Säulenbasilika, die einst die größte romanische Kirche Südwestdeutschlands war, den gotischen Kreuzgang, die spätgotische Marienkapelle und die Ruine eines Renaissance-Schlosses, innerhalb deren erhaltenen vier Außenwänden bis 1989 die berühmte Ulme zu Hirsau wuchs, der Ludwig Uhland 1829 sein Gedicht Ulmenbaum widmete.[25]

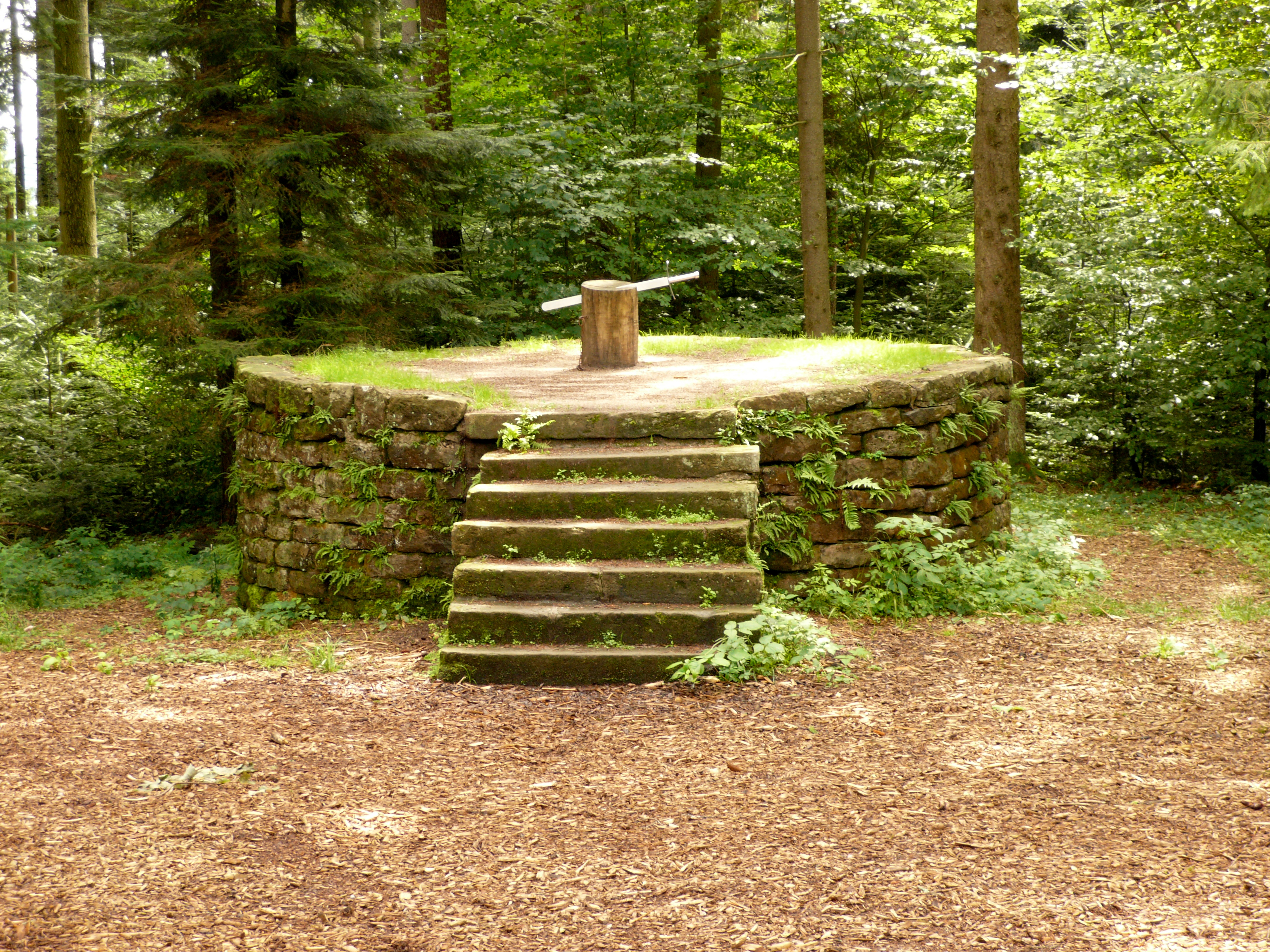
Calwer Schafott

- Am Rand des Stadtteils Stammheim befindet sich zwischen bewaldeten Hügeln am Bachlauf des Schlittenbachs die „Untere Mühle“, mit dem größten oberschlächtigen hölzernen Mühlrad Europas (11,5 m Durchmesser). Im Türstock der Mühlenscheune ist die Jahreszahl „1853“ eingemeißelt.[26]
- Im Stadtwald im Westen der Stadt befindet sich das Calwer Schafott, eine um 1800 errichtete und nur für kurze Zeit benutzte Hinrichtungsstätte.
- Ebenfalls im Wald nordwestlich der Ortschaft Hirsau befindet sich der Sender Nagoldtal, ein Füllsender des Südwestrundfunks.
- In den Stadtteilen Hirsau (damals noch eigenständig) und Wimberg entstanden in den 1970er Jahren zwei Wildgehege für Rothirsche und Wildschweine, die sich zu beliebten naturkundlichen Anziehungspunkten des Regionaltourismus entwickelt haben.

### Gedenkstätten
Auf dem Friedhof an der Bischofsstraße erinnert eine Gedenktafel an alle Opfer des NS-Regimes. Mit einem Gedenkrelief des Künstlers Wolfram Eisele in einer Werkstatt des Unternehmens Bauknecht wird seit 1990 der jüdischen Zwangsarbeiterinnen und KZ-Häftlinge gedacht, die hier von Januar bis April 1945 für die Luftfahrtgeräte GmbH (Lufag) Zwangsarbeit im Flugzeugbau verrichten mussten.

### Sport und Vereinsleben
Der Tischtennisverein TTC Calw stieg innerhalb von sieben Jahren von der Kreisklasse in die Tischtennis-Bundesliga auf. Dieser gehörte er von 1976 bis 1981 an. Die beste Platzierung erreichte er in der Saison 1977/78 mit der Vizemeisterschaft. Hauptsponsor war die Firma Jägermeister, weshalb der Verein 1977 in TTC Jägermeister Calw umbenannt wurde. 1981 wurde die Profiabteilung aufgelöst. Der bekannteste Spieler war Dragutin Šurbek. Daneben gibt es noch den Calwer Tauchclub, den Fußballverein Calw, den Tanzsportverein Calw und viele weitere Vereine. Hier wäre der Schwarzwaldverein, Ortsverein Calw, die Narrenzunft Calw e. V. und die 1. Calwer Narrenzunft 04 e. V. zu nennen.

### „Die Hermann-Hesse-Stadt“

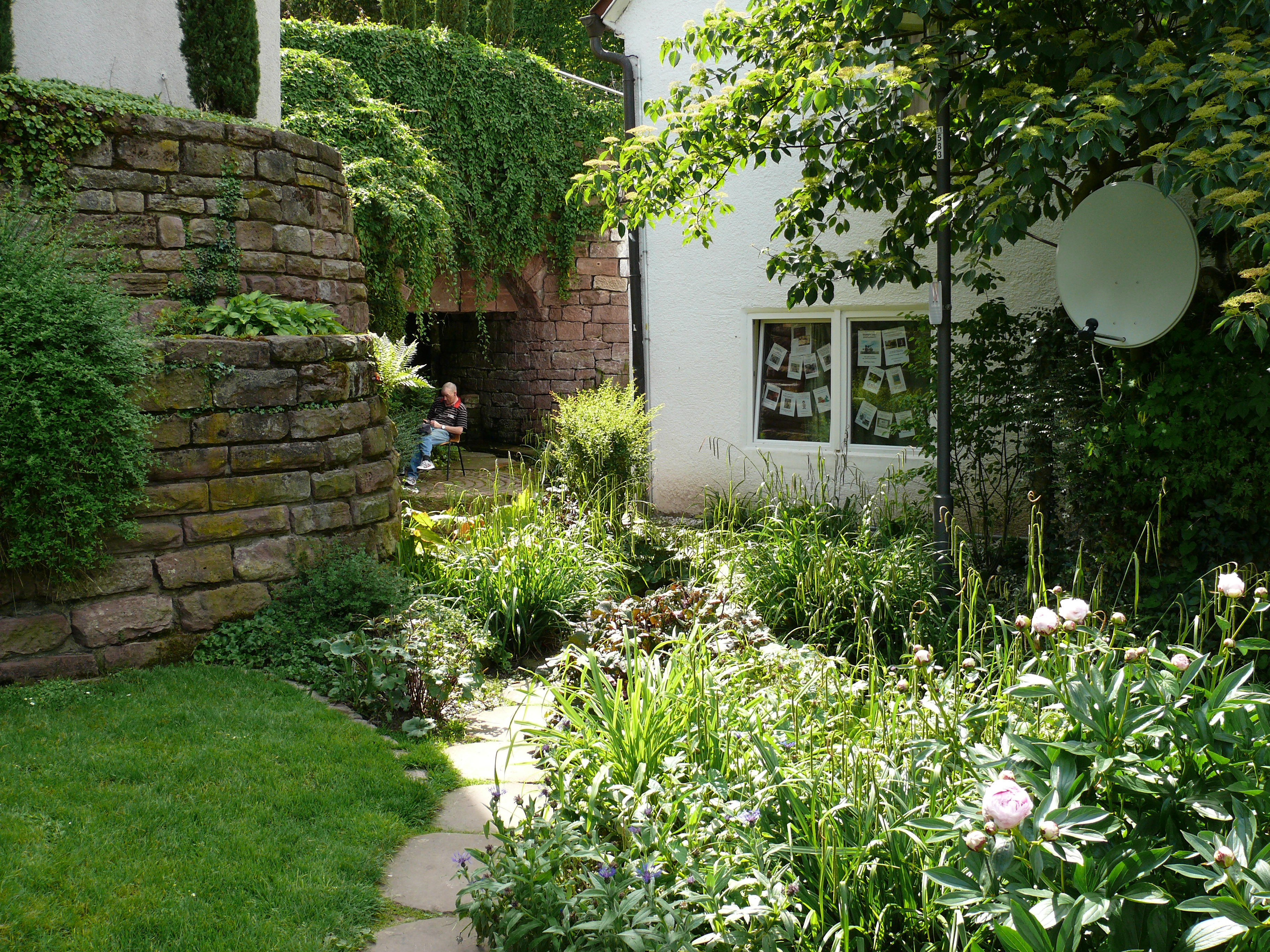
Hessegarten

Calw bezeichnet sich als „Die Hermann-Hesse-Stadt“ und nutzt dieses Attribut seit 2013 zugleich als Claim zur selbstbewussten Eigenwerbung. Der 1946 mit dem Literaturnobelpreis ausgezeichnete Hermann Hesse wurde 1877 in Calw geboren – er gehört bis heute zu den weltweit meistgelesenen deutschsprachigen Schriftstellern. Am Calwer Marktplatz informiert das Hermann-Hesse-Museum über Leben und Werk des berühmtesten Sohnes der Stadt.
Im Januar 2022 wurde der Stadt durch den Baden-Württembergischen Innenminister Thomas Strobl die Zusatzbezeichnung „Hermann-Hesse-Stadt“ auch offiziell verliehen.

### Udo-Lindenberg-Stiftung
Zu Calw gehört auch die am 10. Dezember 2006 gegründete Udo-Lindenberg-Stiftung. Die kulturpolitische Stiftung will Leben und Werk des Dichters Hermann Hesse mit moderner Musik verbinden. Sie fördert junge Texter und Musiker mit Wettbewerben, um „neue Wege gegen das Mitmarschieren in der Masse zu suchen, provokant zu schreiben und sich nicht anzupassen“, so der sich mit Hermann Hesse verbunden fühlende Stifter und Initiator Udo Lindenberg. Die Stiftung bietet talentierten Musikern und Nachwuchsbands eine öffentliche Plattform für mehr Bekanntheit und für den angestrebten künstlerischen Durchbruch. Die Geschäftsführung der Udo-Lindenberg-Stiftung verantwortet die Sparkasse Pforzheim Calw.

## Persönlichkeiten

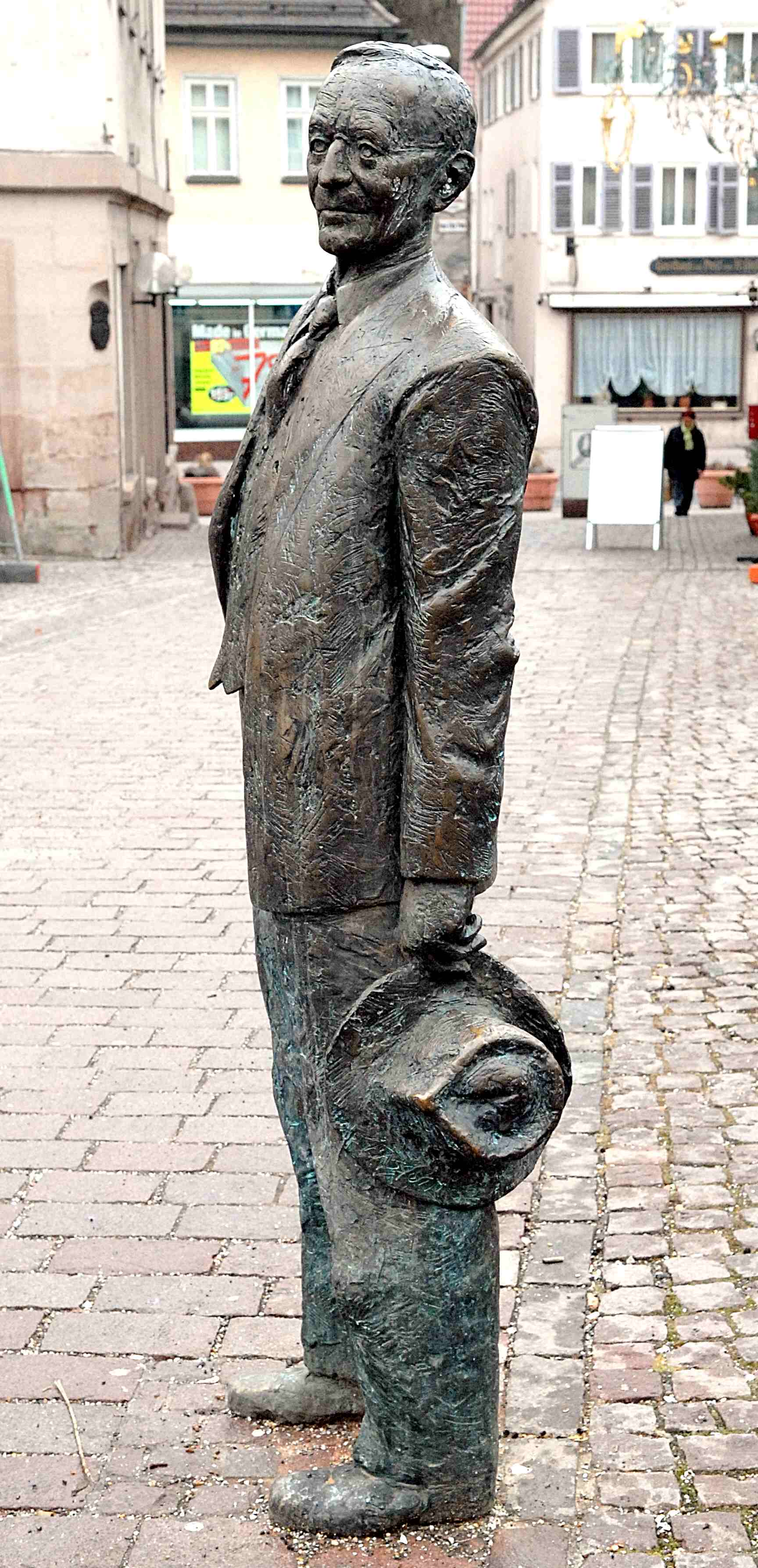
Hermann-Hesse-Skulptur auf der Nikolausbrücke Zwischen Verweilen und Aufbruch

### Ehrenbürger
Die Stadt Calw hat den folgenden Personen das Ehrenbürgerrecht verliehen:
- Hermann Hesse (1947)
- Rolf Sannwald, (Unternehmer)
- Richard Bauer
- Karl-Heinz Lehmann, Altoberbürgermeister
- Karl Weiß (2010)

### Söhne und Töchter der Stadt
- Willebold von Berkheim († 1230), Pilger, Heiliger
- Konrad Summenhart (1450–1502), Theologe, Kanonist und Naturphilosoph
- Ulrich Rülein von Calw (1465–1523), Humanist, Arzt und Montanwissenschaftler
- Melchior Metzger, später Melchior Calwer (um 1500–1563), Richter, Stadtsiegler und Bürgermeister von Tübingen
- Andreas David Carolus (1658–1707), lutherischer Theologe
- Mose Doertenbach (1671–1737), Unternehmer und Pietist
- Joseph Gärtner (1732–1791), Botaniker
- Johann Martin Notter (1735–1802), Handelsherr und Bankier, Onkel von Johann Martin Vischer
- Johann Martin Vischer (1751–1801), Holzgroßhändler, Erbauer des Palais Vischer, Schwiegervater Ludwig Uhlands
- Christoph Friedrich Hellwag (1754–1835), Arzt und Physiker
- Ernst Bernhard Wagner (1760–1828), Landtagsabgeordneter
- Gottlieb Link (1769–1844), Kaufmann, Landtagsabgeordneter
- Christoph Friedrich von Pommer (1787–1881), Militärarzt und Professor der Physiologie und Pathologie
- Johann Georg Doertenbach (1795–1870), Unternehmer und Landtagsabgeordneter
- Wilhelm von Widenmann (1798–1844), Forstwissenschaftler
- August Friedrich Gfrörer (1803–1861), Historiker und Abgeordneter der Frankfurter Nationalversammlung
- Christoph Friedrich von Stälin (1805–1873), Bibliothekar und Historiker
- Emil Wilhelm von Georgii-Georgenau (1820–1894), Bankier und Philanthrop
- Wilhelm von Bätzner (1824–1893), württembergischer Oberamtmann, Präsident beim Innenministerium
- Emil Georgii (1828–1902), Kaufmann, Landtagsabgeordneter
- Friedrich von Ziegler (1834–1900), Generalmajor
- Julius Staelin (1837–1889), Fabrikant, Landtags- und Reichstagsabgeordneter
- Gottlieb Friedrich von Weitbrecht (1840–1911), Generalsuperintendent von Ulm
- Albert Wetzel (1852–1923), protestantischer Theologe, Hochschullehrer und Mitglied des Deutschen Reichstags
- Julius Hermann (1857–1933), Pädagoge und Amateurentomologe
- Karl Dietz (1859–1904), Psychiater
- Friedrich Veiel (1866–1950), Uhrmacher, evangelisch-pietistischer Geistlicher und Inspektor der Pilgermission St. Chrischona
- Wilhelm Dingler (1869–1932), Politiker, Landtags- und Reichstagsabgeordneter
- Georg Stammler (bürgerlich: Ernst Emanuel Krauss, 1872–1948), Schriftsteller
- Hermann Hesse (1877–1962), Schriftsteller, Nobelpreisträger für Literatur
- Rudolf Linkenheil (1880–1939), Politiker
- Emil Hayer (1887–1977), Politiker, Bürgermeister von Ebingen und Schorndorf
- Philipp Jakob Bischoff (1889–1959), Abgeordneter
- Fritz Fleck (1890–1966), Politiker (SPD), Landtagsabgeordneter
- Rudolf Schlichter (1890–1955), Maler
- Wilhelm Ganzenmüller (1882–1955), Wissenschaftshistoriker und Lehrer
- Martin Haug (1895–1983), evangelischer Theologe und Landesbischof der Evangelischen Landeskirche in Württemberg
- Otto Knödler (1887–1960), Kunstmaler
- Georg Wurster (1897–1976), NSDAP-Funktionär, Teilnehmer am Küstriner Putsch
- Hermann Eitel Wilhelm Krauß (1899–1971), Chirurg und Hochschullehrer
- Rolf Sannwald (1905–1991), Fabrikant und ehemaliger Stadtrat in Calw
- Otto Sill (1906–1984), Ingenieur und Oberbaudirektor in Hamburg
- Friedrich Bauer (1906–1990), Landrat in Öhringen
- Ernst Waidelich (1909–1986), Maler und Illustrator
- Ernst Braun (1915–1992), Kommunalpolitiker
- Rolf Kaiser (1920–1994), Frauenarzt, Klinikdirektor und Hochschullehrer
- Ernst Weiß (1920–2009), Maler
- Heinz-Wolfgang Schnaufer (1922–1950), Offizier und Nachtjagdpilot der Luftwaffe im Zweiten Weltkrieg
- Karl Moersch (1926–2017), Politiker (FDP/DVP), Journalist und Sachbuchautor
- Albrecht Kottmann (1929–2014), Ingenieur, Lehrbeauftragter, Honorarprofessor und Fachautor
- Wilfried Helmstädter (1930–2006), Volkswirt und Politiker (SPD), Landtagsabgeordneter
- Hans Mohr (1930–2016), Biologe und Wissenschaftsphilosoph (geboren in Altburg)
- Rolf Scheffbuch (1931–2012), evangelischer Theologe und Prälat
- Claus Meyer (* 1939), Wirtschaftswissenschaftler, Hochschullehrer und Stiftungsgründer
- Volkhard Laitenberger (1940–2024), Sozialwissenschaftler, Historiker und Archivar
- Bert Schlatterer (1940–2013), Tierarzt und Umwelttoxikologe
- Manfred Bischoff (* 1942), Manager
- Peter-Klaus Schuster (* 1943), Kunsthistoriker
- Peter Matthiessen (1944–2019), Professor für Medizintheorie und Komplementärmedizin
- Cornelius Bickel (* 1945), Soziologe
- Hans Jochen Henke (* 1945), Politiker (CDU), Bundestagsabgeordneter
- Gerhard Koch (1945–1999), Kommunalpolitiker, Oberbürgermeister von Ostfildern
- Stephan Kretschmer (* 1949), Offizier
- Michael Bock (1950–2021), Rechtswissenschaftler, Kriminologe, Soziologe und Professor an der Johannes Gutenberg-Universität Mainz
- Peter Lehmann (* 1950), Autor und Buchverleger
- Artus M. Matthiessen (* 1950), Schauspieler
- Helmut Gottschalk (* 1951), Bankmanager
- Winfried Scheuer (* 1952), Professor an der Staatlichen Akademie der Bildenden Künste Stuttgart
- Alfred Klink (* 1952), Koch, mit einem Stern im Guide Michelin ausgezeichnet
- Matthias Ulmer (* 1958), Musiker, Keyboarder und Komponist
- Volker Kugel (* 1959), Gärtner und Moderator
- Andreas Heusler (* 1960), Historiker und Archivar
- Stefan Creuzberger (* 1961), Historiker
- Heiko Volz (* 1961), Autor, Moderator und Hochschuldozent
- Jörg Lutz (* 1963), Oberbürgermeister von Lörrach
- Harald Seiz (* 1963), Unternehmer, Vortragsredner und Buchautor
- Johannes Pflaum (* 1964), deutsch-schweizerischer evangelikaler Theologe, Dozent und Autor
- Carsten Dutt (* 1965), Literaturwissenschaftler, Philosoph und Herausgeber
- Peter Felten (* 1965), Diplomat
- Ed Herzog (* 1965), Regisseur
- Martin Pfleiderer (* 1967), Musikwissenschaftler
- Frank Hölzle (* 1968), Ordinarius für Mund-, Kiefer- und Gesichtschirurgie
- Götz Rothacker (* 1968), Koch, mit zwei Sternen im Guide Michelin ausgezeichnet
- Stephan Blum (* 1970), Archäologe
- Sandra Kostner (* 1974), Historikerin und Soziologin
- Zacharias Sautner (* 1979), Wirtschaftswissenschaftler und Professor an der Frankfurt School of Finance & Management
- Sascha Goc (* 1979), Eishockeyspieler
- Philipp Brotz (* 1982), Schriftsteller und Gymnasiallehrer
- Björn Springorum (* 1982), Schriftsteller und Journalist
- Johannes Boie (* 1983), Journalist, Chefredakteur der BILD-Zeitung
- Marcel Goc (* 1983), Eishockeyspieler
- Juliane Walz (* 1985), Medizinerin und Immunologin
- Rebekka de Buhr (* 1986), Radiomoderatorin
- Nikolai Goc (* 1986), Eishockeyspieler
- Florian Kling (* 1986), Vorsitzender des Darmstädter Signals, Oberbürgermeister von Calw
- Nicole Mieth (* 1990), Schauspielerin
- Max Lang (* 1992), Gewichtheber
- Fabi Rommel (* 1993), Stand-up-Comedian
- Deniz Almas (* 1997), Leichtathlet
- Chantal Hagel (* 1998), Fußballspielerin

### Personen, die in Calw gelebt und gewirkt haben
- Johann Jakob Doertenbach (1575–1638), Mitbegründer der Calwer Zeughandelscompagnie
- Johann Valentin Andreae (1586–1654), Superintendent in Calw, wahrscheinlicher Verfasser der Legende von Christian Rosencreutz
- Gottlieb Christoph Bohnenberger (1732–1807), Pfarrer in Altburg bei Calw und Physiker. Er war der Vater des Astronomen, Mathematikers und Physikers Johann Gottlieb Friedrich von Bohnenberger.
- Karl Friedrich von Gärtner (1772–1850), Botaniker; lebte und starb in Calw
- Hermann Gundert (1814–1893), Sprachwissenschaftler, evangelischer Missionar, Schriftsteller und Verleger (Großvater von Hermann Hesse)
- Marie Hesse (1842–1902), Lehrerin und evangelische Missionarin (Mutter von Hermann Hesse)
- Johannes Hesse (1847–1916), evangelischer Missionar und Verlagsleiter Calwer Verlagsverein (Vater von Hermann Hesse)
- Hanns Vogts (1900–1976), Schriftsteller
- Theophil Laitenberger (1903–1996), Komponist, Kirchen- und Schulmusiker, wirkte von 1937 bis 1968 in der Stadt
- Saskia Esken (* 1961), deutsche Politikerin, (SPD), wohnt in Calw
- Petar Šegrt (* 1966), kroatischer Fußballtrainer, wuchs in Calw auf und begann hier seine Karriere